# 麓川
麓川，傣语名勐卯（IPA：/məŋ55 maːu55/），是1256年至1444年间中国云南西部、缅甸北部的傣族政权，也是元朝、明朝下辖土司。
麓川以瑞丽江中游为中心，首都曾多次搬迁，均位于今瑞丽附近。元朝末期，思可法成为麓川君主，在位期间征服印度阿萨姆到云南中部的广大傣族地区，甚至南下灭亡缅甸实皆王朝和彬牙王朝。
明朝进入云南之初，麓川君主思伦法选择归附并接受册封，后来因攻打叛投明朝的景东和摩沙勒，数次与明朝爆发战争。明朝此时尚没有能力深入控制滇西边疆，最终接受麓川投降。思伦法死后，明朝借机拆分麓川，设立了众多土司政权。思任法继位后，又意图恢复昔日疆土，发兵吞并周围各土司，最终导致明朝发动麓川之役，思氏家族战败退往孟养。
明朝削弱麓川后，中国西南边疆没有了独占优势的民族势力，各土司在较为均势的状态下纷争不断，为缅甸东吁王朝势力的崛起创造了条件。

## 名称
“麓川”之名首见于元代，即元朝政区“麓川路”。汉文中有时也使用百夷一名指代麓川，这一名称更多是对傣族或滇西各族的统称。
麓川的傣语名称为“勐卯”，也写作猛卯、孟卯。“勐卯”之名首见于《百夷译语（乙种本）》，约1437年干崖土司向明朝中央控告麓川侵略的一封呈文，四夷馆将呈文收录进《百夷馆来文》，“勐卯”一词使用傣文书写，对应汉文仍译作“麓川”。汉文的“猛卯”译法直到明代后期才出现，李材《兵政纪略》所收录1586年的一封书札首次记录“猛卯”一名，作为地名使用，此时麓川思氏家族已退往孟养；而“猛”字带有贬义，20世纪中叶中华人民共和国成立后才改写为“勐卯”；“孟卯”的写法较为少见。“勐”（ᥛᥫᥒᥰ）意为“国家”、“地方”或“平坝”。“卯”（ᥛᥣᥝᥰ）由傣语“头晕”（ᥛᥝᥰ）演变而来，因传说中勐卯的王妃、召武定之母被巨鸟叼上天而感到头晕。“勐卯”也被称为勐卯龙/勐卯弄（ᥛᥫᥒᥰ ᥛᥣᥝᥰ ᥘᥨᥒᥴ），“龙/弄”（ᥘᥨᥒᥴ）为“大”之意，勐卯龙即为“大勐卯”，寓其势盛。“勐卯”作为地名延续至今，瑞丽市的官方傣语名称即为“ᥝᥥᥒᥰ ᥛᥫᥒᥰ ᥛᥣᥝᥰ”（允勐卯，即勐卯城）。
憍赏弥原是一个印度古国，麓川将憍赏弥作为自己的梵名，傣化称为果占璧（ᥐᥨᥝᥰ ᥓᥛᥱ ᥙᥤᥱ），并赋予新的释义“出产香软米之地”。缅甸称呼麓川为卯或卯掸，曾被中文译者误译为“木掸”，“掸”为缅族对傣族的他称。缅甸正史《琉璃宫史》也用“孟拱”指代麓川，孟拱在传说中是麓川君主思可法之弟三隆法建立的邦国，麓川之役战败后思氏家族退往孟养、孟拱一带。印度曼尼普尔的文献中则称麓川为蓬，“蓬”也是曼尼普尔人对傣掸民族的称呼。

## 传说时代

### 起源
在大多数傣掸民族的编年史中，傣掸历史起源于天神之子“根仑”与“根兰”，他们于公元568年占据了木邦、瑞丽江和伊洛瓦底江河谷，建起勐卯王国，并将子孙分封到瑞丽江平原各地成为地方酋长。根仑及其子嗣占有太公、摩埃（孟密）、郎奔（木邦）、孟养、举腊、阿瓦、孟拱，根兰则是勐丽勐兰部落的始祖。一般认为，勐丽勐兰就是今瑞丽。德宏傣族的史书中也有以根仑、根兰为始祖的版本，但有文献持不同说法。《勐果占璧简史》中记载了根仑与根兰的故事，却不以根仑、根兰为始祖，只说根兰家族的统治在勐丽勐兰经历了漫长岁月，傣族地方因没有君主管理而一片混乱，各地领袖前往勐丽勐兰请求根兰后人前去执掌傣族地方。
勐卯的编年史《勐果占璧简史》以“召武定”为开篇，瑞丽的地方研究机构曾与云南、缅甸等地傣学会召开会议，将召武定认定为“傣族始祖”。按另一部傣文史书《广母货卯》的说法，召武定大约是公元八世纪初的人物。《勐果占璧简史》中记载的王位传袭出现断层，没有表明召武定的继任者是谁，却记载了混等在公元762年被南诏国王封为“勐卯王”，管理傣族地方。

### 部落时期
天神之子根仑根兰下凡说，是统治者自诩其身世非寻常可比而捏造，不过六世纪中叶傣掸部族联盟已经发展到较高阶段是很有可能的。公元八世纪，骠国势力侵入傣掸部落。唐朝史籍《云南志》记载金齿等傣族各部“皆为南诏总之，攻战亦召之”。这一时期的傣掸部落，既在骠国势力范围内，又为南诏势力所及，于是引发了两国的战争，最终南诏击败骠国，统治傣掸部落。南诏覆灭后，继承者大理国继续统治傣掸部落。《勐果占璧简史》称，大理国王段兴智曾在1177年赐给芳罕一颗大印和一颗圆头印，鼓励其管好傣族地方。缅甸蒲甘王朝君主阿奴律陀曾前往大理国求取佛牙，并在归程途中访问了勐卯部落，还迎娶勐卯君主混顿的女儿为妃。

### 史家观点
勐卯早期的历史，史实与神话大多交错在一起，考察颇为困难。德宏地方学者认为公元前424年已形成“达光王国”，勐卯是在达光的基础上建立起来的。方国瑜、蓬塔利斯、戈果伊等学者根据“根仑”与“根兰”的传说，认为勐卯部落形成于公元六或七世纪。法国东方学家马司帛洛在《宋初越南半岛诸国考》中提出，蒲甘国以北的傣族在十至十一世纪形成了由孟兴色（孟艮）、孟兴威（木邦）、孟卯、孟兴古（孟养）四大部落组成的“憍赏弥”联合体，憍赏弥后来发展为元明时期的勐卯，江应樑、宋蜀华、何耀华等中国学者赞同此说。唐立、陆韧、桐谷健等学者则认为滇西缅北地区在元朝之前尚不存在大型傣族部落，勐卯应是在元缅战争之后才兴起的。
1276年，元朝在滇西傣族地区设立“金齿六路”，即柔远路、茫施路、镇康路、镇西路、平缅路、麓川路。此时的麓川路仅是由“大布茫”、“睒头附赛”、“睒中弹吉”、“睒尾福禄培”等几个傣族部落组成的松散行政区。1277年，元缅战争爆发，麓川、平缅、镇西等地位于中缅交通的要冲，战略地位重要，忽必烈在1281年赐怯烈虎符，拜“镇西平缅麓川等路宣抚司”达鲁花赤，兼管军招讨使，将麓川、平缅、镇西三地的军政大权合为一体。此举本应战时需要，客观上却促进了麓川平缅地区傣族部落的内部联合和地域整合，为思氏的兴起创造了地缘政治条件。随着元朝放弃征缅，将军队撤回内地，麓川地区已无军事力量存在；元朝官员对傣族地区只实施间歇式的遥控统治，行政统治权基本转移到地方土官手中。另一方面，元朝云南地区存在两股势力，以昆明为中心的行省平章事和镇府宗王（梁王、云南王）势力、以大理为中心的段氏后裔大理总管势力，元朝中叶以后二者形成分域统治的局面，大理以西地区基本为段氏控制，行省难以插手，最终促成了麓川的兴起。

## 历史

### 思可法时代
蒙古灭大理后，1255年兀良哈台西征德宏傣族地区。麓川原统治者被灭，1256年，元朝任命芳罕为麓川土官。1276年，元朝设置麓川路，隶属金齿宣抚司都元帅府，芳罕应为首任麓川路总管。1330年2月，芳罕之孙罕静法向元廷进贡方物，元朝于同年9月授其为“麓川路军民总管”。
罕静法之后，由思可法继位，思可法先与邻近傣族各邦结盟，并攻打不愿结盟的孟英（木邦）、孟密、耿马等地。1342年，元朝令云南行省参知政事不老讨伐思可法，不老奉命却未出征。此后，元朝又在1346年、1347年、1348年先后派遣云南行省平章政事亦秃浑、河南参政贾敦熙、云南王孛罗、元帅答失八都鲁讨伐思可法，均以失败告终。1346年、1347年曾降诏招谕思可法，无果。元朝对思可法的扩张处于无可奈何的境地，甚至尝试离间思可法的属下、悬赏其性命。击败元军后，思可法乘胜吞并邻近地区，势力范围扩展到澜沧江以东；东南方战事结束，思可法挥师西进，以其弟混三弄为总兵，征讨“勐卫萨丽”，勐卫萨丽投降纳贡。
终在1355年，思可法向元廷称臣，派其子满散入贡，以免再遭征伐。此时元朝腹地爆发红巾军起义，无法顾及边疆地区，顺势设置羁縻政区平缅宣慰司，标志元朝政府承认了思氏对傣族诸部的控制。获得承认后，思可法又攻下云南中部的远干府和威远府。1363年，思可法将军队统治权交给长子思并法，南下攻打缅甸诸邦，1364年攻破实皆与彬牙，掳走彬牙国王那腊都，间接导致实皆王国与彬牙王国的灭亡。1369年，思可法卒，长子思并法继位。思并法在位八年后将王位传给长子台扁，然而台扁被其叔昭肖发所杀，昭肖发在位一年后又被百姓杀害，大臣拥立思可法三子思瓦法为君主。

### 归附明朝
1373年，明朝派遣田严、程斗南、张袆、钱允恭等人前去招抚麓川，因为道路不通，使者止步于安南。1381年明王朝进入云南之后，很快击败了元梁王和大理段氏，而明朝对边疆各部落则以“招谕”为主。1382年3月，明朝占据了澜沧江以西的保山和腾冲，直抵麓川辖地。
最初麓川并未臣服于明廷，明朝也不承认麓川对各傣族地区的统治。早在1382年进入云南之初，明朝就拟定了将在云南省设置的全部政区名号。明朝先表示要设置“平缅宣慰使司”，以思瓦法为宣慰使，随后在发布改路为府公告时，又称设置“麓川府”、“平缅府”。此外，实际由麓川所辖的干崖（镇西路改镇西府）、芒市（茫施路改芒施府）、木邦（木邦路改木邦府）等地也计划改为府。这对于麓川而言是不能接受的，明王朝随后在永昌、景东、定边等地设立府县军卫，引起思瓦法的不安，明朝、麓川关系因此紧张。思瓦法意图将明军抵御在金齿一线，适逢金齿明军与地方土酋不和，1382年10月，在金齿土官高大惠的内应下，思瓦法率兵攻打金齿卫，屠永昌城（金齿卫城），将城池夷平，掳走金齿卫指挥王真。
1382年冬，思瓦法被下属达鲁方杀害，达鲁方拥立思伦法为王。1383年，明将傅友德、沐英派使者郭均美前往麓川谈判。由于初得权力需要稳固，加之避免明朝军队直入麓川境内，思伦法选择内附明朝，并放还王真。1384年，思伦法遣使入贡，上交元朝授予的宣慰司印，明朝改原定的平缅宣慰使司为“平缅军民宣慰使司”，任命思伦法为宣慰使。随后，可能在麓川的要求下，明朝改平缅军民宣慰使司为“麓川平缅军民宣慰使司”。明太祖朱元璋允许思伦法“俾守旧疆”，思可法时期凭武力兼并之地，明朝已承认其合法化。值得一提的是，麓川平缅军民宣慰使司的规格，高于当时云南所有的州府。

### 明麓冲突
景东原是麓川属地，1382年景东陶孟俄陶宣布脱离麓川，归顺明朝，思伦法决定讨伐景东。1385年12月，思伦法率兵十余万攻景东者吉寨，俄陶领兵二万前往抵御，大败，携千余人退至大理府白崖川；明军都督冯诚领兵迎击思伦法，时值大雾，明军失利，千户王升战死。“景东之役”后，明朝没有马上进行反击，明廷先是笼络车里，随后慰问俄陶，并派间谍李原名前往麓川了解敌情。1387年8月至1388年6月，明太祖朱元璋调集四川、陕西、山西、湖广、河南等省兵力计二十万，召集云南元江土兵五万，准备彻底解决麓川问题。
在明朝调兵之时，1388年1月，思伦法进攻马龙他郎甸所辖摩沙勒寨，云南总兵官沐英派都督宁正出击，麓川战败，一千五百余人被斩首。摩沙勒也曾是麓川的属地，后降明而不附麓川。为报摩沙勒之仇，同年3月，思伦法率兵三十万（实为十五万）、战象百余头进攻定边县，沐英亲自领兵三万（实为一万五千）抵御麓川，明军用火器击溃了麓川军象阵。此役麓川大败，被斩三万余级，万余人被俘，战象一半战死，思伦法逃走。朱元璋得到捷报后，发布诏告，称朝廷调集的二十万大军“已在中途，不可止遏”，令车里、顺宁、元江土官整治兵象，准备会剿麓川。1388年5月，朱元璋旨谕沐英，向思伦法开出谈判条件：赔偿15,000匹马、30,000头牛、500头象、300名象奴。
这时，滇东彝族地区的土司认为有机可乘，遂与麓川勾结，拒绝向明军提供粮草，意图东西夹击明军，朱元璋要求先摆平滇东的问题。1389年滇东起义平息后，思伦法见形势不利，派使者前往昆明，辩称攻击定边是下属刀厮郎、刀厮养所为，表示愿输贡赋。明朝考虑到深入控制云南边疆的时机尚未成熟，所以接受了思伦法投降。在明朝使臣杨大用的要求下，思伦法交出刀厮郎等137名“战犯”。

### 刀干孟之乱
思伦法不再争夺明朝控制的傣族地区，将开疆扩土的重点转向南部。1391年发兵八百大甸，1395年进攻缅甸，缅方诉诸明朝。1396年，朱元璋遣钱古训、李思聪携诏书出使缅甸和麓川，警告思伦法，并诏令两国罢兵言和。思伦法谢罪，听从诏令，与缅甸停战。
1397年9月，刀干孟造反，联合麓川境内的反对势力，攻下麓川都城者阑。思伦法逃至永昌府，栖身高黎贡山。刀干孟派属下刀名孟进攻腾冲，思伦法携家小逃至昆明，云南总兵官沐春将思伦法遣送京师。朱元璋敕谕沐春“思伦法穷而归我，当以兵送还其土”，并赐给思伦法黄金百两。1398年4月，明军抵金齿，先在南甸击败刀名孟部，后攻克景罕寨、崆峒寨等地。1398年秋，都督何福率军在者阑与刀干孟决战，将其生擒。战后，思伦法回到麓川。

### 析麓川地
1399年，思伦法去世，明廷实行“析麓川地”政策，借机拆分麓川地域，建立土司政权。孟养府（1402年）、木邦府（1402年）、孟定府（1402年）、威远州（1402年）、镇沅州（1402年）、者乐甸长官司（1403年）、大侯长官司（1403年）、干崖长官司（1403年）、湾甸长官司（1403年）、潞江长官司（1403年）、孟琏长官司（1406年）、促瓦长官司（1407年）、散金长官司（1407年）、里麻长官司（1408年）、镇康州（1409年）、南甸州（1414年）均是这一时期从麓川境内拆分出来的傣族土司。此外，1406年，底马撒、小古剌、茶山、底板、孟伦、八家塔（均位于今缅甸克钦邦及印度阿萨姆邦境内）等部落遣使进贡，明廷置底马撒为宣慰司，其余为长官司。“析麓川地”后，麓川实际控制区仅剩今瑞丽、陇川、芒市等地及缅甸境内小部分地区。

### 思任法扩张

1436年至1438年间思任法扩张方向

1436年至1438年間思任法擴張方向

思伦法死后，其子思行法袭职。由于刀干孟之乱，麓川势力急剧衰弱，析麓川地后，木邦、孟养常常侵扰麓川本土，思行法无力应付，1413年禅位给其弟思任法。思任法继位之初，努力改善与明朝的关系，1414年至1440年间共十五次遣使入贡，另一方面开始兼并邻近小土司的地盘。经过多年休养，思任法兵力逐渐雄厚。1428年，思任法发兵南甸、腾冲、潞江等地。此时明朝刚结束对交趾蓝山起义和四川松潘起义用兵，人疲马乏，明宣宗拒绝了沐晟发五万土兵征讨的提议，只是敕谕思任法，并表示事不得已再调云南官军和木邦土兵进剿。1430年，思任法发兵占领孟养。
自恢复了对孟养的统治后，麓川粮饷充裕，十多年内与邻近土司争夺土地，也未见明朝采取严厉措施。于是，思任法开始了大范围的扩张战争，意图恢复原思可法、思伦法强盛时代的版图。1436年底，思任法发兵孟定与湾甸；1437年，进占南甸所辖罗卜思庄等地；1438年，又发兵南甸、干崖、腾冲、潞江、金齿等地，在怒江上造船300艘，摆出夺取云龙州的架势。思任法占领了众多土司的地盘，又自行任命地方头目，形同造反，明廷派沐晟、方政、沐昂等将领率兵三万九千，讨伐思任法。方政渡过怒江与麓川军交战，明军大败，方政战死。思任法击败明军后，东渡怒江，进攻景东、孟定、大侯等地，孟琏长官司向麓川投降。1439年，明廷又令沐昂率军十万，再征思任法，又被麓川击败。两次大败使得明中央朝廷的“主战派”占了上风，明英宗派兵部尚书王骥领十五万大军远征麓川，史称“麓川之役”。

### 麓川之役

王骥“三征麓川”明军进攻示意图

王驥“三征麓川”明軍進攻示意圖

1441年12月初，明军在麓川都城汇合，与思任法决战，任法大败，与其子走小路渡瑞丽江，逃往孟养。1442年，思任法被缅甸擒获，缅甸以思任法为要挟，向明朝索求土地。1443年1月，思任法之子思机法回到麓川故都者阑，希望入朝谢罪，派其弟招赛入贡。然而原麓川下属的芒市陶孟刀放革此时倒向明朝，思机法又令孟车攻打刀放革，被明朝官军击败。1443年5月，明廷令王骥、蒋贵率兵五万，再征麓川。为了逼缅甸交出思任法，1443年8月，明军与缅军爆发战斗，明军未能取胜。1444年2月，王骥进攻者阑，思机法逃走。
1443年4月，明朝击败孟车的进攻后，于芒市设置芒市御夷长官司，以刀放革为长官。1444年9月，明朝在原麓川平缅地设置陇川宣抚司，以原麓川大头目恭项为宣抚使。至此，思氏家族尽失麓川平缅故地。1445年12月，缅甸将思任法移交明朝，云南总兵官沐斌遣千户王政前去缅甸接收，思任法在路上绝食，即死，王政将其斩首，首级送往京师。
思机法逃至孟养，开始发展自己的势力，并数次向明廷乞降、遣人入贡。明英宗下令接受思机法入贡，宽恕其不死，但要求思亲自进京谢罪。1447年4月，沐斌遣使招谕思机法，许以升赏，思机法以其弟招赛未归为由，不敢前往明朝。随后，思机法掠夺缅甸的牛马金银，缅甸准备攻打思机法。明廷又命令孟养擒捕思机法，孟养酋长拒不听令，明朝决定诛灭思氏。1448年3月，明英宗再命王骥、宫聚率兵十三万，三征思氏。明军攻破思机法在孟养境内鬼哭山、芒崖山修筑的大寨，思机法再次逃走，思氏部众拥立思任法幼子思陆法为首领。明军此时疲惫不堪，而思氏难以彻底剿灭，于是王骥与思陆法约定，同意许给土目官职管理各部落土人，令其世居孟养，在金沙江边立石为界，誓曰“石烂江枯，尔乃得渡”。思陆法听命，王骥班师。王骥未能擒住思机法，于是将孟养许诺给缅甸管理，要求缅甸擒捕思机法。

### 衰亡
1450年，缅甸擒获思机法，又将思任法次子思卜法放回孟养。1451年，思卜法遣使入贡，求管孟养地，明廷以孟养地已许给缅甸为由拒绝，但缅族为主的缅甸在傣族为主的孟养没有势力，因此思卜法仍占据孟养，缅甸未能实际控制。1454年，缅甸将思机法移交明朝，明军左参将胡志将其押送京师，思机法在京伏诛。同年，明代宗宣布思机法恶首已诛，思卜法有悔过之意，明朝不再征讨思氏。1457年，思卜法上奏，称“不敢如父兄所为”，并遣使进贡。1465年，云南总兵官沐瓒将思任法之孙思命法送至京师，明廷将其安置在登州卫，每月给米二石，《明史》将此作为麓川灭亡的标志。1506年，思陆法曾遣使进贡，求授宣慰使官职，但明朝认为思陆法是思任法余孽，担心授予官职后思氏又会觊觎麓川故地，最后拒绝了请求。
孟养思氏后裔对缅甸移交思任法一事怀恨在心，1526年，思伦联合木邦罕烈南下攻缅，缅甸宣慰莽纪岁逃往孟密，孟密安抚使思真护送莽纪岁回缅，思伦半路拦截，将莽纪岁杀死。思伦占领缅地，缅甸阿瓦王朝亡国，思伦立莽卜信守阿瓦，返回孟养。1528年，云南总兵官沐绍勋、云南巡抚欧阳重遣参政王汝舟、永昌知府严时泰走访滇西各土司，谕以祸福。思伦表示愿意退地赎罪，明世宗宣布赦免思伦罪责，令其安守疆界、不得越境生事。但孟养势力并未退出缅甸，由于滇东武定、寻甸发生安凤之乱，明朝无暇顾及缅甸，最后不了了之。
思伦灭阿瓦时，莽纪岁之子莽瑞体逃至东南方的洞吾（东吁），东山再起建起东吁王朝。1555年，逐渐壮大的东吁王朝夺回阿瓦。万历年间，东吁王朝数次入侵滇西各土司，爆发明缅战争，明朝为了让孟养思氏能够听从节制，在1585年设置“孟养长官司”。但思氏也未能抵抗日渐强大的东吁王朝，终在1604年，缅军攻入孟养，思轰战死，麓川－孟养思氏政权灭亡。

## 疆域
《百夷传》载麓川疆域“景东在其东，西天古剌在其西，八百媳妇在其南，吐蕃在其北，东南则车里，西南则缅国，东北则哀牢，西北则西番、回纥（北胜、丽江一带）”。思可法强盛时期，除麓川、平缅本土外，还辖有干崖、南甸、腾冲、潞江、芒市、孟定、耿马、孟连、大侯、湾甸、镇康、威远、镇沅、者乐、景东、孟养、木邦、孟密、里麻、茶山、坎底等地。
在一份1442年的蒲甘碑文中，思可法被称为“九十万人之主”，除勐卯之外还管领有21个国家：Muiṅ Ñaṅ、Kulā和Tiḿmasā、Muiṅ Kālé、Kasañ、Kakhrań、Muiṅ Tin、Muiṅ Praṅ、Muiṅ Ti、Muiṅ Nã、Muiṅ Myañ、Khra Uiw、Muiṅ Ñuiw、Muiṅ Luiw、Muiṅ Soau、Muiṅ Yã、Muiṅ Khruiń、Muiṅ Khun、Muiṅ Yuiw、Muiṅ Thun、Muiṅ Khreñ、Muiṅ Meñ。缅甸人称呼印度人为“Kulā”，明朝史籍中载有“小古剌长官司”，陈孺性认为小古剌位于阿萨姆西南的锡尔赫特（今属孟加拉国）一带，但不知缅甸碑文的“Kulā”与中国史籍的“小古剌”是否有关；Tiḿmasā即底马撒王国，今印度阿萨姆邦南部。Muiṅ Kālé，即中国史籍中的“戛里”，今缅甸实皆省吉灵庙县。Kasañ，即曼尼普尔，傣族称之为Kasañ、Karasè。Muiṅ Ñaṅ即孟养，Kakhrań即克钦，Muiṅ Tin可能是孟定，Muiṅ Ti即南甸（傣语称勐底[ᥛᥫᥒᥰ ᥖᥤᥰ]），Muiṅ Nã即干崖（傣语称勐腊[ᥛᥫᥒᥰ ᥘᥣᥲ]或勐那[ᥛᥫᥒᥰ ᥢᥣᥲ]），Muiṅ Myañ即腾冲（傣语称勐缅[ᥛᥫᥒᥰ ᥛᥦᥢᥰ]），Muiṅ Luiw是杰沙西部的勐洛（Maing Lo），Muiṅ Soau可能是文多，Muiṅ Yã即湾甸（傣语称勐亚[ᥛᥫᥒᥰ ᥕᥣᥳ]或勐哈[ᥛᥫᥒᥰ ᥑᥣᥴ]），Muiṅ Khruiń可能是顺宁，Muiṅ Khun可能是耿马（傣语称勐耿[ᥛᥫᥒᥰ ᥐᥪᥒ]），Muiṅ Yuiw可能是大侯，Muiṅ Thun可能是昌宁（傣语称勐统[ᥛᥫᥒᥰ ᥗᥨᥒᥴ]），Muiṅ Khreñ即芒市（傣语称勐焕[ᥛᥫᥒᥰ ᥑᥩᥢᥴ]），Muiṅ Meñ可能是双江（傣语称勐勐[ᥛᥫᥒᥰ ᥛᥫᥒᥰ]），其余所指不明。
思伦法去世后，明王朝实行“析麓川地”政策，麓川政权实际控制区仅剩麓川、平缅、芒市。思任法继位后，又发动了扩张战争，攻下孟养、孟定、湾甸、南甸、干崖、腾冲、潞江、大侯、孟连等地。麓川之役后，思氏家族退至孟养。
| 思可法統治時期（約1360年）麓川极盛疆域 |
| --- |
| 麓川● 陇川● 干崖● · 南甸 ●腾冲 ●瓦甸 ●潞江 ● · 芒市 孟定● 耿马 ●孟连 ● · 大侯 顺宁 · ● 湾甸 ●镇康 ● · 威远 ●镇沅 者乐 · ● 景东 ●摩沙勒 ●孟养 孟拱● 木邦● 孟密 ●锡箔 杰沙● 文多● 里麻● 茶山 ●坎底 底马撒● 戛里 曼尼普尔● 克钦？ 良瑞● 孟乃 摩别● 底板 ● · 八家塔 太公● · 彬牙 实皆● 东吁 · ● 卑谬 · 孟艮● · 八百小甸 ●八百大甸 车里● 普耳 ● · 元江 云南● 楚雄 · ● 定边 ●大理 ●永昌 阿 洪 姆 阿 瓦 白 古 八 百 老 挝 |

## 都城

### 文献记载
传说时代，麓川的都城曾经多次搬迁，但均位于瑞丽江两岸。按《麓川思氏谱牒》的说法，思可法继承王位后，最先建立了王城“蛮海”，1344年又建“者阑”，1360年，思可法迁居“达本”，1392年思伦法迁回者阑，思行法继位后迁“景冷”，1413年思任法又迁“芒者”。蛮海（ᥛᥣᥢᥲ ᥞᥭᥰ）也称允遮海（ᥝᥥᥒᥰ ᥓᥥ ᥞᥭᥰ），位于今缅甸南坎东北的曼海。者阑（ᥓᥥ ᥘᥣᥢᥳ）在明朝史籍中也称者蓝、者兰，傣语也称允遮兰（ᥝᥥᥒᥰ ᥓᥥ ᥘᥣᥢᥳ），意为“百万人建起的城”，位于今缅甸南坎至木姐之间的姐南。达本（ᥖᥣ ᥙᥥᥒᥰ），方国瑜认为在今陇川县境内，也有说法为今瑞丽市雷允村喊板寨。景冷（ᥓᥥᥒᥰ ᥘᥫᥢᥰ），在今缅甸境内的猛率。芒者（ᥛᥣᥢᥲ ᥓᥥ），在今兴威勐育附近。另据《嘿勐咕勐》记载，1441年王骥一征麓川时的都城是“虎尾城”（ᥓᥥ ᥞᥣᥒᥴ ᥔᥫᥴ），位于今瑞丽市区以东棒蚌村的广贺罕山丘，战争中被明军烧毁。
麓川的城镇没有城墙和护城河，只是编木立寨，贵族百姓都住在竹楼中。

### 历史遗迹
缅甸木姐西南的姐南是者阑故城的所在地，姐南村的四周被壕沟环绕，护城壕深6－9米，宽4－5米，不过大多已塌陷。19世纪末，英国人曾考察绘制一张者阑王城地图，按地图所绘，者阑城南北长约1,833.4米，东西宽约1,154.4米，周长4.75千米，总面积1.4平方千米。当地人曾挖出一只钵头大小的铜铃，推测为悬挂在王室象脖上的铃铛。
瑞丽市区以东棒蚌村的广贺罕山丘是王骥一征麓川时的都城，广贺罕意为“国王的山坡”，至今当地傣族仍会在广贺罕祭祀三位“勐神”：召贺罕（思可法）、召三弄（混三弄）、贺闷（麓川之役战死的万千将士）。1989年，瑞丽县政府将广贺罕城址列入县级文物保护单位。2004年曾在遗址土层中发现有人工建筑的痕迹，采集到明朝时期的瓦片。2010年，瑞丽景成集团在广贺罕山丘建设“傣王宫”遗址公园，遗址已因修路而被毁。
陇川城子东南4公里近引村附近章城公路东侧山丘上有一座古城遗址，南北长、东西窄，现存有东城墙1,550米，系红壤土筑城，有五座城门遗迹，另有土堆高台、水池（传为洗象池），出土有砖瓦、石柱础、土陶器、铜镞、铜铃等物，建筑及文物与云南内地城镇有明显区别，时代推测为元明时期。有观点认为该古城是麓川的王都，由思任法建立，反对者则认为该城系陇川土司多歪闷在万历年间建立的城池。

## 政治

### 统治阶层
麓川的君主称为“召”（也作“诏”、“昭”），傣文写作“ᥓᥝᥲ”，也称“召法”（ᥓᥝᥲ ᥜᥣᥳ），意为“上天之主”。君主之下为“叨孟”，负责总领政事、兼管军民，“叨孟”也称为“陶孟”（ᥗᥣᥝᥳ ᥛᥫᥒᥰ），即后世傣族土司中的官职“召勐”（ᥓᥝᥲ ᥛᥫᥒᥰ）。陶孟以下的官职有昭录（ᥓᥝᥲ ᥘᥧᥰ）、昭纲（ᥓᥝᥲ ᥐᥣᥒᥰ）、昭伯（ᥓᥝᥲ ᥙᥣᥐᥱ）、昭斯（ᥓᥝᥲ ᥔᥤᥙᥴ）、昭准（ᥓᥝᥲ ᥓᥧᥛᥲ）等，昭录能统帅万人，昭纲领千人，昭伯领百人，昭斯五十人，昭准仅十人。如遇战事征调兵马，另设官职“昭录令”与陶孟一起统军前行。大小官员，均分给土地，征收徭役。
麓川君主实行封建领主制，每征服一地，就执行裂土分封，如思可法任命召傣盖为孟密的“召”，管理孟密，每年向麓川纳贡；任命刀干孟为木邦勐独的“召”；令大闷法管理林马甸寨（镇康）。思伦法任命汉煖为孟令（孟定）昭录，后又改管木邦；任命刀算党为孟波（威远）昭录；刀景发原为孟定昭纲，思伦法将之提拔为湾甸陶孟。

### 土司名号
1276年，元朝设置“麓川路”、“平缅路”；1330年2月，麓川土官进贡方物，元朝于同年9月设置“麓川路军民总管府”。1355年，思可法向元朝称臣，元廷设置“平缅宣慰司”。1382年，明朝拟定了将在云南地区设置的政区名号，明朝先于2月表示要设置“平缅宣慰使司”，同年3月又称设置“麓川府”、“平缅府”，由于没有实际控制，计划事宜空有其文（见归附明朝章节）。1384年8月，思伦法归附后，明朝设置“平缅军民宣慰使司”，同月，可能在麓川的要求下，改为“麓川平缅军民宣慰使司”。1441年，第一次麓川之役中，明军缴获麓川平缅军民宣慰使司的虎符印信。1444年，废除麓川平缅军民宣慰使司，在麓川故地设置陇川宣抚司。

## 社会

### 民族
《百夷传》记载的百夷（傣族）分为“大百夷”和“小百夷”，“大百夷”清朝称“汉摆夷”，现称“傣那”；“小百夷”清朝称“水摆夷”，现称“傣仂”。麓川境内大、小百夷皆有，以大百夷为主。除傣族外，还有阿昌（阿昌族和景颇族载瓦人）、蒲蛮（德昂族和布朗族）、哈剌、古刺、哈杜（均指佤族）、结些（景颇族）等民族。

### 经济
麓川地多平川沃土，每甸（山间盆地）都有上万户人家，贸易场所称“街子”。流通的货币以银为主，铸成半卵形的银元，也有用铜交易。每年秋季，官府派员到地方收取赋税，计房屋的数量征收，大屋征银一到三两，小屋最多征一两。《百夷传》称“官无仓庾，民无税粮”，江应樑认为，按后世的傣族土司赋税来看，麓川应有相当重的税粮（征收出产的粮食），《百夷传》所言可能并非实情。

### 交通
元明时期，麓川地处云南腹地至缅甸的交通要道上，从大理出发，经永昌、腾冲，在南甸分两路，一路自干崖走水路至江头城，另一路即经麓川走陆路至江头城，后可南下抵马来城、蒲甘城等地。元缅战争时，元军正是通过这条两条线路进入缅甸，并在沿线设立了驿站。平定刀干孟之乱后，麓川的局势进入相对稳定的时期，明朝在永昌以西推进驿道的设置，于1427年在麓川平缅宣慰司境内设置大店驿，麓川土官刀捧怯为驿丞，1433年，又设戛赖驿，紧邻麓川的原麓川故地（干崖、潞江、腾冲等）也设置了多个驿站。麓川之役时，永昌以西的各驿站又相继革除。麓川也有自己的情报传递系统，《百夷传》描述“公事虽千里远，报在顷刻”。

## 文化

### 语言文字
麓川各民族都有自己的语言，由于君主是傣族，各民族效仿其俗，通用傣语。元朝时麓川傣族还没有文字系统，明朝时期，傣那文形成，但尚未广泛使用。汉文和缅文在麓川都不通行，民间遇事则刻木为记。

### 宗教
传说中，召武定的父亲修建了姐勒金塔，不过“召武定”只是民间传说故事，并非信史。上座部佛教传入德宏傣族地区的时间，学术界尚无定论，多数学者认为传入的时间为13世纪，也有观点认为是11世纪。明朝时期，麓川的统治阶级已经信仰佛教，而民间尚不流行，《百夷传》也说，“不奉佛，亦无僧道”。在系统宗教流行前，麓川各民族信仰原始宗教。

### 生活习俗
麓川统治阶层生活奢靡，衣着靓丽，即使小官也佩金银“花披”等饰品，头戴笋皮做的帽子，顶端饰有金珠。贵族出行乘象，鞍有交椅，上设锦障盖，下悬铜响铃，象身上用数十面银镜和银钉以绳子连接作装饰，一名象奴坐在鞍后驾驭大象。遇到身份高贵的人，需在路旁让其先行，相见要合掌而拜，对年长的人还需跪拜。陶孟以下的小官觐见其主，需二步一拜，以膝前行，退亦如之。宴会中，尊者上座，其他人则按高低贵贱分列其下，先上茶水、蒌叶和槟榔，然后吃饭、再饮酒，喜食凉菜、饮凉酒。酒水和食物都要先祭拜、再进食，吃饭不用筷子，用手抓食。每位宾客身边跪有一名仆从，手持水瓶供客人净口和盥洗，吃饭前后需漱口、洗手。酒酣时作乐，有中原、车里、缅甸三种风格的乐曲，乐器有琵琶、胡琴、等笛、响盏、笙、阮、排箫、箜篌、铜铙、铜鼓、响板、象脚鼓等。
民间男子穿宽袖长衫，下摆没有裙袴，需要把头发剃光，不能蓄发，流行在小腿上纹身。女子穿窄袖衫、筒裙，将头发盘于后。民间有重男轻女的思想，但在婚嫁上不在意处女，也不分宗族。青年男女恋爱，女子跟至夫家，婆婆为其洗脚，然后留宿五六天，送回娘家，再请媒人说媒，置办彩礼迎娶。官员酋长有妻子数十、婢女百余，无妻妾之分，也不会因此妒忌。无论男女都在河中洗澡，也无羞耻之感。生活用品做工粗糙，民间使用陶器，无水桶、木甑、水盆之类，只有君主用得上金银玻璃等物，酋长官员也能使用金银酒器。父母寿终后，由妇人在遗体前祭拜，远亲近邻相聚饮酒作乐，谓之“娱尸”，数日后下葬，以生前所用的物品陪葬。

## 军事
麓川拥有较为强大的军事力量，1385年攻打景东时发兵十余万，1388年攻打定边时发兵三十万（三十万为虚数，实际应为十五万），1441年麓川之役中，仅战死士兵就有十三万。平民百姓没有军民之分，平时为民，战时为兵，每三五人中需有一人从军，其他人负担从征者的开销用度。这种模式下的军队缺乏训练，因此能堪一战者数量不多，行军时队伍松散，出征五六万，有战力者只有二万。麓川士兵内裹皮革里衬，外披铜铁甲，使用长枪、弩作为武器，不擅长弓箭。象军是麓川较有优势的武装力量，但是象军在火器面前也暴露出弊端，定边之役中，麓川战象听到明军枪炮声，受惊乱跑，明军用火铳和神机箭对麓川象阵进行三次轮射，就能击退战象的进攻。思伦法在位时期，重视发展火器，重用懂得制造火器的金齿明军逃卒。

## 对外关系

### 中央王朝
麓川与中国中央王朝之间的关系错综复杂，有时恭顺臣服，又多次与中央王朝发生对抗，乃至爆发大规模的战争。即使数次征讨失败，元朝也未放弃对其行使行政管辖权，最终思可法向元廷称臣，接受册封，麓川依然是云南行省下辖的一个土司。明朝与麓川的交往密切，1389年至1434年间，明廷遣使赴麓川的事件，见于史书记载就有25次，麓川遣使朝贡则更为频繁。思任法与各土司及明朝的战争意在恢复昔日故地，战争期间仍然派出使节进京朝贡，请求明朝罢征，尊重明朝的宗主地位。

### 傣族诸邦
思可法时代的麓川势力强大，传说暹罗、八百、老挝、车里等国均向麓川纳贡，方国瑜、江应樑等学者认为思可法只是在其击败元军后声势极盛时派使臣联络这些地区，与邻近的傣族政权建立了联盟关系，尚没有到纳贡的地步。“析麓川地”后，从麓川分离出来的傣族土司政权，如木邦、孟养等，常与麓川发生争执，互相攻伐。明麓战争时期，明朝拉拢车里、元江等傣族土司，一起攻打麓川。麓川之役中，木邦、车里、大侯土兵是明军的重要组成，在对麓川的战争中立下赫赫战功。

### 阿萨姆
阿萨姆傣族阿洪姆人是从德宏地区迁徙过去的傣族后裔，德宏与阿萨姆史籍中均有讲述勐卯和阿洪姆相关联的传说故事。德宏史籍《勐果占璧简史》记载，1318年，思可法派遣胞弟混三弄（三隆法）率军西征勐卫萨丽，勐卫萨丽战败议和，议定向勐卯三年一贡，勐卫萨丽即今印度阿萨姆。
阿洪姆人《菩愣记》记载的故事，又与德宏傣族史籍和中国史籍差异颇大。《菩愣记》称，率领傣族西征的人是勐卯王子苏卡法，苏卡法是勐卯君主召傣蚌的外孙，召傣蚌之后的勐卯君主是帕苗蚌（Pameoplung），因帕苗蚌无嗣，外甥苏卡法有望继承王位，不料十八年后帕苗蚌王后诞下一子，苏卡法没能继承王位，于1215年出走，抵达布拉马普特拉河流域，建起阿洪姆王国。《菩愣记》中帕苗蚌的孩子，正是勐卯传奇君主思可法。苏卡法建国后，阿洪姆王国会派使臣前往勐卯，表示对勐卯的忠诚，勐卯也把阿洪姆当作属国，这种从属关系一直到阿洪姆第四任国王苏汉法时代才不再见于记载。
此外，在与阿萨姆相邻的曼尼普尔地区，《曼尼普尔诸王编年史》中也记载有三隆法西征阿萨姆的故事，还称三隆法在曼尼普尔地区也停留了很长时间。

### 缅甸
早在勐卯传说时代、缅甸蒲甘王朝时期，缅甸君主阿奴律陀曾迎娶勐卯君主混顿的女儿为妃。1389年，思伦法以公主信弥奴向缅甸阿瓦王朝君主明基苏瓦绍盖联姻，以示亲睦，明基苏瓦绍盖将其许配给明康王子。除了友好联姻之外，勐卯与缅甸之间也常常相互攻伐，元朝时期，思可法曾南下攻破实皆王国与彬牙王国都城，间接导致二国灭亡。1395年，就在联姻后第六年，思伦法南下攻打缅甸。王骥第一次征讨麓川，思任法战败后逃到缅甸境内，1445年，缅甸将思任法移交明朝；王骥第三次征讨麓川，思机法战败后也被缅甸抓获，缅甸于1454年将思机法移交明朝，退居孟养的思氏后裔与缅甸自此“世为血仇”。1526年，孟养思伦南下灭亡阿瓦王朝，并将长子莽卜信推上阿瓦君位；阿瓦后裔建起东吁王朝，又在1604年北上灭亡孟养。

## 君主列表
麓川传说及历史上的君主世系与继承非常混乱，在不同版本的勐卯编年史中有截然不同的说法。云南省发掘整理出的傣族文献所列的麓川君主，虽然早期多有缺漏，不过思可法及其继承者的人名与事迹在《百夷传》、《明史》等中国史籍中均有记载。
灰色背景 表示传说中的君主，《兴威编年史》译名仅供参考。
| 君主   | 君主                                                  | 君主              | 君主                            | 君主             | 君主       | 君主     | 在位年代   |
|        | 《勐果占璧简史》                                      | 《兴威编年史》    | 《嘿勐咕勐》                    | 《麓川思氏谱牒》 | 《百夷传》 | 《明史》 | 在位年代   |
| 根兰   | 混赖 ᥑᥧᥢᥴ ᥢᥣᥭᥰ                                        | 混拉              |                                 |                  |            |          | 568－？    |
| 缺     |                                                       |                   |                                 |                  |            |          |            |
| 召武定 | 混相吴 ᥑᥧᥢᥴ ᥔᥦᥒᥴ ᥟᥧ                                   | 混相武定          |                                 |                  |            |          | 710－？    |
| 缺     |                                                       |                   |                                 |                  |            |          |            |
| 混等   | 混等 ᥑᥧᥢᥴ ᥖᥫᥒᥰ                                        | 混东罕            |                                 |                  |            |          | 762－834   |
| 混鲁   | 召混鲁 ᥓᥝᥲ ᥑᥧᥢᥴ ᥘᥧᥰ                                   | 混鲁              |                                 |                  |            |          | 834－914   |
| 混来   | 召混来 ᥓᥝᥲ ᥑᥧᥢᥴ ᥢᥣᥭᥰ                                  | 混来              |                                 |                  |            |          | 914－950   |
| 缺     |                                                       |                   |                                 |                  |            |          |            |
| 混雅鲁 | 混雅鲁 ᥑᥧᥢᥴ ᥒᥣᥰ ᥘᥧᥛᥲ                                  | 召岛雅伦          |                                 |                  |            |          | 955－？    |
| 混顿   | 混顿 ᥑᥧᥢᥴ ᥖᥧᥛᥲ 召法弄宏勐 ᥓᥝᥲ ᥜᥣᥳ ᥘᥨᥒᥴ ᥞᥨᥛᥱ ᥛᥫᥒᥰ      | 混顿 召宏勐       |                                 |                  |            |          | ？－？     |
| 混果琅 | 混果琅 ᥑᥧᥢᥴ ᥐᥨᥱ ᥘᥣᥢᥳ                                  |                   |                                 |                  |            |          | ？－？     |
| 缺     |                                                       |                   |                                 |                  |            |          |            |
| 芳罕   | 混芳罕 ᥑᥧᥢᥴ ᥜᥣᥒᥴ ᥑᥛᥰ 召法弄谬蚌 ᥓᥝᥲ ᥜᥣᥳ ᥘᥨᥒᥴ ᥛᥥᥝᥳ ᥙᥨᥒ | 混芳罕            |                                 | 芳罕             |            |          | 1256－1293 |
| 罕好   | 南玉罕良 ᥢᥣᥒᥰ ᥟᥤᥱ ᥑᥛᥰ ᥢᥦᥒ                             | 南玉罕良          |                                 | 罕好             |            |          | 1308－1328 |
| 罕静法 | 南玉罕良 ᥢᥣᥒᥰ ᥟᥤᥱ ᥑᥛᥰ ᥢᥦᥒ                             | 南玉罕良          | 朗戛 ᥘᥣᥒᥰ ᥐᥣ                    | 罕静法           |            |          | 1328－1335 |
| 思可法 | 混依翰罕 ᥑᥧᥢᥴ ᥟᥤ ᥑᥣᥒᥴ ᥑᥛᥰ 思翰法 ᥔᥫᥴ ᥑᥣᥢᥱ ᥜᥣᥳ         | 混依翰罕 思翰法   | 召伊 ᥓᥝᥲ ᥟᥤ 思翰法 ᥔᥫᥴ ᥑᥣᥢᥱ ᥜᥣᥳ | 刹远 思可法      | 思可发     |          | 1335－1369 |
| 思并法 |                                                       | 召并法            | 思恒法 ᥔᥫᥴ ᥑᥪᥢᥲ ᥜᥣᥳ             | 思炳法           | 昭并发     |          | 1369－1377 |
| 思秀法 |                                                       | 混台扁法 召思万法 | 思秀法 ᥔᥫᥴ ᥔᥤᥝᥱ ᥜᥣᥳ             | 思洪法           | 台扁       |          | 1377－1378 |
| 思戛法 |                                                       |                   | 思戛法 ᥔᥫᥴ ᥐᥣᥙᥱ ᥜᥣᥳ             | 思的法           | 昭肖发     |          | 1378－1379 |
| 思瓦法 |                                                       |                   | 思瓦法 ᥔᥫᥴ ᥝᥣᥝᥰ ᥜᥣᥳ             | 思的法           | 思瓦发     |          | 1379－1382 |
| 思伦法 |                                                       | 混普告 召思混法   | 思混法 ᥔᥫᥴ ᥞᥨᥛᥱ ᥜᥣᥳ             | 思户煖           | 思仑发     | 思伦发   | 1382－1399 |
| 思佑法 |                                                       | 召思佑法          | 思佑法 ᥔᥫᥴ ᥕᥥᥙᥱ ᥜᥣᥳ             |                  |            |          | 1397－1398 |
| 思行法 |                                                       |                   | 思亨法 ᥔᥫᥴ ᥑᥪᥢᥴ ᥜᥣᥳ             | 思行法           |            | 思行发   | 1399－1413 |
| 思任法 |                                                       |                   | 思昂法 ᥔᥫᥴ ᥒᥛᥰ ᥜᥣᥳ              | 思任法           |            | 思任发   | 1413－1442 |
| 思机法 |                                                       |                   |                                 | 思机法           |            | 思机发   | 1442－1444 |
|        | [ 356 ]                                               | [ 357 ]           | [ 358 ]                         | [ 359 ]          | [ 360 ]    |          |            |

英国探险家内伊·埃里亚斯于1875年到访上缅甸的曼德勒，他在曼德勒收集整理了关于缅北掸族地区的文献材料，编成《上缅甸及云南西部掸族历史概述》一书，记载了完整的勐卯君主继承表，但与云南傣族文献及中国史籍记载差异颇大。

## 引用
1. ↑  段红云（2011年），第152页
2. 1 2  尤中（1987b年），第58页
3. ↑  四库全书总目提要 1999，卷七十八·史部三十四·地理类存目七，第419页："《百夷传》一卷，明钱古训撰。古训，余姚人，洪武甲戌进士，官至湖广布政司参政。百夷即麓川平缅宣慰司。"
4. ↑  胡绍华（1984年），第86页
5. ↑  C. Daniels（2012年），第148页
6. ↑  泉井久之助（1949年），第272页
7. ↑  兵政纪略 1986，金腾经略·覆查諮訪事宜行同知宋儒，第1547页："遮放地方已经断给多恭管理相连芒市一路过猛药通景汞一路由碗滇至猛卯议建一公署于适中招集土汉夷民屯种勿使线过相争有无相应"
8. ↑  明史 1974，卷四十六·地理志，第1194页："正统中，司废，曰平麓城，亦曰孟卯城，万历十二年置宣抚同知于此。"
9. ↑  江应樑（1983年），第175页
10. 1 2 3 4  孟尊贤（2007年），第1347页
11. ↑  银云瑞雾的勐果占璧简史（1988年），第6页
12. ↑  朱德普（1994年），第80页
13. ↑  孟尊贤（2007年），第1349、1457页
14. ↑  S. S. Mangrai（1965年），第37页
15. ↑  银云瑞雾的勐果占璧简史 1988，第1頁，杨永生注释
16. ↑  S. K. Taw（1899年），第38-39页
17. 1 2  琉璃宫史（2011年），第356页
18. ↑  G. E. Harvey（1925年），第322页
19. ↑  何平（2015年），第74页
20. ↑  何平（2015年），第42页
21. ↑  琉璃宫史（2011年），第476页
22. ↑  N. Elias（1876年），第40页
23. ↑  N. Elias（1876年），第41页
24. ↑  Cheitharol Kumbaba（2005年），第29、41页
25. ↑  朱昌利（1989年），第41页
26. ↑  Y. Santasombat（2008年），第3-4页
27. ↑  J. G. Scott（1900年），第194页
28. 1 2  P. L. Pontalis（1909年），第34页
29. 1 2 3  方国瑜（1958年），第23页
30. ↑  N. Elias（1876年），第15-16页
31. ↑  方国瑜（1958年），第28页
32. ↑  银云瑞雾的勐果占璧简史 1988，第19頁，杨永生注释
33. ↑  刀思忠及其先祖史（1988年），第126页
34. ↑  银云瑞雾的勐果占璧简史（1988年），第18-22页
35. ↑  银云瑞雾的勐果占璧简史（1988年），第1-5页
36. ↑  蓝玉芝. . 德宏团结报. 2016-03-03  [2020-06-13]. （原始内容存档于2020-08-21）.
37. ↑  广母货卯 1990，第226页、231页注释9
38. ↑  银云瑞雾的勐果占璧简史（1988年），第15页
39. ↑  方国瑜（1958年），第24页
40. ↑  云南志 1962，名类第四，第103页："黑齿蛮、金齿蛮、银齿蛮、绣脚蛮、绣面蛮，并在永昌、开南，杂类种也。……僧耆悉属(西安城)[安西城]，皆为南诏总之，攻战亦召之。"
41. ↑  方国瑜（1958年），第24-25页
42. ↑  方国瑜（1958年），第29页
43. ↑  银云瑞雾的勐果占璧简史 1988，第37頁，杨永生注释
44. ↑  方国瑜（2001年），第532页
45. ↑  银云瑞雾的勐果占璧简史（1988年），第34页
46. 1 2  银云瑞雾的勐果占璧简史（1988年），第33页
47. 1 2  琉璃宫史（2011年），第212页
48. ↑  喜田幹生（1986年），第107页
49. ↑  杨永生（1995年），第88页
50. ↑  何平（2007年），第88页
51. ↑  刀保尧（2005年），第30页
52. ↑  P. Gogoi（1956年），第126页
53. ↑  马司帛洛（1932年），第165-167页
54. ↑  江应樑（1983年），第176页
55. ↑  宋蜀华（1987年），第64页
56. 1 2  何耀华，申旭 & 夏光辅（2011年），第125页
57. ↑  C. Daniels（2006年），第28页
58. ↑  陆韧（2008年），第64页
59. ↑  K. Kirigaya（2015年），第249-250页
60. 1 2  元史 1976，卷六十一·地理四，第1482-1483页："柔远路，在大理之西，永昌之南。……至元十三年，与茫施、镇康、镇西、平缅、麓川俱立为路，隶宣抚司。……金齿六路一睒，岁赋金银各有差。"
61. ↑  尤中（1990年），第222页
62. 1 2  元史 1976，卷六十一·地理四，第1483页："麓川路，在茫施路东（按：应为西）。其地曰大布茫，曰睒头附赛，曰睒中弹吉，曰睒尾福禄培，皆白夷所居。中统初内附，至元十三年立为路，隶宣抚司。"
63. ↑  元史 1976，卷一百三十三·列传第二十·怯烈传，第3236页："十五年，分省大理，会缅人入寇，怯烈即以战具资军士，讨平之，授行中书省左右司员外郎。十八年，平章纳速剌丁遣诣阙敷奏边事，世祖爱其聪辨练达，赐虎符，拜镇西平缅麓川等路宣抚司达鲁花赤，兼管军招讨使。"
64. ↑  陆韧（2008年），第58-63页
65. ↑  元史 1976，卷六十一·地理四，第1482页："元宪宗四年，平定大理，继征白夷等蛮。"
66. ↑  方国瑜（2001年），第533页
67. 1 2  方国瑜（2001年），第534页
68. 1 2  元史 1976，卷三十四·文宗本纪，第750页："（至顺元年二月）云南麓(州)[川]等土官来贡方物。"
69. 1 2  元史 1976，卷三十五·文宗本纪，第785页："（至顺二年五月）庚寅，立云南省(芦传)[麓川]路军民总管府，以土官为之，制授者各给金符。"
70. 1 2  方国瑜（2001年），第535页
71. ↑  银云瑞雾的勐果占璧简史（1988年），第42页
72. ↑  元史 1976，卷四十·顺帝本纪，第865页："（至正二年十二月）丙辰，赐云南行省参知政事不老三珠虎符，以兵讨死可伐。"
73. ↑  方国瑜（1958年），第65页
74. ↑  元史 1976，卷四十一·顺帝本纪，第875页："（至正六年六月）丁巳，诏以云南贼死可伐盗据一方，侵夺路甸，命亦秃浑为云南行省平章政事讨之。"
75. ↑  明野史，转引自光绪云南通志 1894，卷一百九十一·南蛮志一之三·群蛮三，第17页，麓川死可伐条："〔倪辂明野史〕……至正丙戌命河南参政贾敦熙讨之以瘴起还师"
76. ↑  元史 1976，卷四十一·顺帝本纪，第877页："（至正七年三月）乙丑，云南王孛罗来献死可伐之捷。"
77. 1 2  元史 1976，卷一百八十六·列传第七十三·归旸传，第4270页："（至正七年）云南死可伐叛，诏以元帅述律遵道往喻之；未几，命平章政事亦都浑将兵讨之，事久无功。"
78. ↑  百夷传 1980，第52頁："至正戊子，麓川土官思可发数侵扰各路，元帅搭失把都讨之，不克。"
79. ↑  明野史，转引自光绪云南通志 1894，卷一百九十一·南蛮志一之三·群蛮三，第17页，麓川死可伐条："〔倪辂明野史〕……戊子再命搭失把都鲁讨之亦不克引还"
80. 1 2  方国瑜（2001年），第539页
81. ↑  元史 1976，卷四十一·顺帝本纪，第875页："（至正六年秋七月）丁亥，降诏招谕死可伐。"
82. ↑  江应樑（1983年），第234页
83. ↑  金华黄先生文集，卷第七·续藁四·招谕云南土官等诏，第1-2页："诏书到日除死可伐不赦外应有被死可伐胁从诖误之人纳欵出降者并免本罪各安家业元有官者悉复其官能生擒死可伐及杀获其首级者具以闻优加赏赉升擢其死可伐族属能生擒杀获本贼者命为本路土官"
84. ↑  明野史，转引自光绪云南通志 1894，卷一百九十一·南蛮志一之三·群蛮三，第17页，麓川死可伐条："〔倪辂明野史〕……可法遂乘胜并合诸路而有之乃罢土官以各甸赏有功者"
85. ↑  方国瑜（1987年），第860页
86. 1 2  银云瑞雾的勐果占璧简史（1988年），第47-49页
87. ↑  嘿勐咕勐（1988年），第83-84页
88. ↑  明野史，转引自光绪云南通志 1894，卷一百九十一·南蛮志一之三·群蛮三，第17页，麓川死可伐条："〔倪辂明野史〕……然懼再举伐之于是遣其子满散入朝以输情款"
89. ↑  乾隆腾越州志 1967，卷十·土司·麓川土司条，第139-140页："遣其子满散入贡时中原乱元人不暇顾边外遂寝而不问麓川遂座大矣"
90. 1 2  元史 1976，卷四十四·顺帝本纪，第926页："（十五年八月）云南死可伐等降，令其子莽三以方物来贡，乃立平缅宣慰司。"
91. 1 2  元史 1976，卷九十二·百官八，第2340页："至正十五年八月，以云南死可伐等降，令其子莽三入贡方物，乃置平缅宣抚司以羁縻之。"
92. ↑  方国瑜（1958年），第67页
93. ↑  百川（1986年），第56页
94. ↑  云南机务钞黄 1998，洪武十六年六月二十七日，第556页："谕征南将军总兵官颍川侯傅友德副总兵永昌侯蓝玉西平侯沐英知道：近于六月中旬，遣归车里使臣遣官间问云南老人，皆说死可伐地方三十六路，元朝时都设官，后被蛮人专其地，已四十年矣。因近云南、大理不和，其蛮又侵楚雄西南边远干、威远二府，梁王无力克复，至今蛮占。"
95. ↑  Hsenwi State Chronicle 1967，2月期第19页
96. 1 2  琉璃宫史（2011年），第329-331页
97. ↑  方国瑜（2001年），第541页
98. ↑  百夷传 1980，第55頁："思可发死，子昭并发立。八年，传其子台扁。年，台扁从父昭肖发杀之而自立，期年，盗杀昭肖发，众立其弟思瓦发。"
99. ↑  明史 1974，卷三百十四·云南土司传二·麓川平缅条，第8111页："洪武六年遣使田俨、程斗南、张祎、钱允恭赍诏往谕。至安南，留二年，以道阻不通。"
100. ↑  明太祖实录 1968，一三九卷·洪武十四年九月壬午条，第2185页："上谕之曰……云南既克宜分兵径趋大理先声已振势将瓦解其余部落可遣人招谕不必苦凡兵也"
101. ↑  尤中（1990年），第259页
102. ↑  毕奥南（2005年），第105页
103. 1 2  方国瑜（1984年），第413页
104. 1 2  明太祖实录 1968，一四三卷·洪武十五年闰二月乙巳条，第2250页："置平缅宣慰使司以土酋思伦发（按：当为思瓦法之误）为宣慰使"
105. 1 2 3  明太祖实录 1968，一四三卷·洪武十五年三月己未条，第2250页："更置云南布政司所属府州县为府五十有二……芒施镇康南甸麓川镇西平缅……"
106. ↑  明史 1974，卷三百十五·云南土司传三，第8136-8144页："（干崖）洪武十五年改镇西府。……（芒市）洪武十五年，置茫施府。……（木邦）洪武十五年平云南，改木邦府。"
107. 1 2 3  毕奥南（2005年），第106页
108. ↑  何文简疏议 1998，卷七·裁革冗员疏，第328页："十六年春，附近诸夷忿王真立卫镇守，不恤府事，乃共推已退土官髙公，引麓川思可发夷兵数万来攻，生擒王真，尽夷其城而去。"
109. ↑  滇略 1998，卷七 事略，第736页："十五年……十月，金齿土官高大惠并也先虎都构麓川夷入寇，屠永昌。"
110. ↑  百夷传 1980，第56-58頁："国朝洪武辛酉，平云南。明年，思瓦发寇金齿。是冬，思瓦发略于者阑、南甸。其属达鲁方等辄立满散之子思仑发，而杀思瓦发于外。"
111. ↑  缅甸始末 1998，第630頁："至洪武十六年，天兵南下，满散之子思伦犹负固不服，总兵官傅友德、沐英遣部校郭均美往返招徕，方内附。"
112. ↑  尤中（1994年），第343-344页
113. ↑  云南机务钞黄 1998，洪武十六年，第562页："惟金齿之疵，实也先忽都之为，非平缅之谋；又尔平缅不恃远险，生归指挥王真等，事大之诚可验矣。"
114. ↑  明太祖实录 1968，一六四卷·洪武十七年八月壬申条，第2534页："平缅宣慰使思伦发遣刀令孟入献方物并上故元所授宣慰司印"
115. 1 2  明太祖实录 1968，一六四卷·洪武十七年八月丙子条，第2535页："改平缅宣慰使司为平缅军民宣慰使司仍以思伦发为宣慰使"
116. 1 2  明太祖实录 1968，一六四卷·洪武十七年八月甲午条，第2538页："改平缅军民宣慰使司为麓川平缅宣慰使司麓川与平缅连境元时分置为两路以统领其所部至是以思伦发遣使来贡乃命兼统麓川之地故改之"
117. ↑  明史 1974，卷三百十四·云南土司传二·麓川平缅条，第8111页："寻改平缅军民宣慰使司为麓川平缅军民宣慰使司。"
118. 1 2 3  云南机务钞黄 1998，洪武十九年九月二十四日，第563-564页："皇帝制谕车里军民府知府刀砍曰：……曩平云南，唯尔车里，不侯我师之至，速遵治化，朕甚嘉焉，所以特遣使者赍朕诏谕，命尔仍守境土，以安生民。独麓川、平缅，恣肆强暴，吞并地方，尝为尔车里之患；及云南既平复，天命擅兴，金齿之役后，纳款奉贡，朕重念民罹兵祸，特原其罪，俾守旧疆，悔过自新。何期稔恶不悛，今岁复敢肆侮，跳梁西南，以为景东之役。上天昭鉴，罪不容诛。今特遣礼部主事刘之微，舍人刘谨、丁子良赍擎朕命，升尔车里军民府为军民宣慰使司，以尔刀砍为亚中大夫、车里军民宣慰使。尔当合谋于邻邦，凡与麓川、平缅有仇者几邦？报来，朕当奉天之命，发大兵一同声罪致讨，诛锄凶恶，复尔原失地方，安尔居民。"
119. ↑  江应樑（1983年），第236页
120. 1 2  毕奥南（2005年），第107页
121. ↑  土官底簿 1935，卷上·景东府知府条，第81页："俄陶本府民洪武十五年投降将军马匹军器并父子前元给授金牌印信纳解拟任景东府土知州十七年实授世袭"
122. ↑  明太祖实录 1968，一七六卷·洪武十八年十月癸丑条，第2673页："平缅宣慰使思伦发反率百夷之众寇景东土官知府俄陶奔白崖川都督冯诚率师击之值天大雾猝遇蛮寇我师失利千户王升死之"
123. 1 2 3  明太祖实录 1968，一八〇卷·洪武二十年正月丙子条，第2725页："遣通政使司经历杨大用赍白金五伯两文绮二十疋往赐景东府知府俄陶初百夷思伦发叛率众十馀万攻景东之者吉寨俄陶领千百夫长他当等二万馀人击之为所败思伦发进攻景东俄陶力战不胜率其民千馀家避于大理府之白崖川事闻上嘉其忠特赐白金文绮以旌之"
124. 1 2 3  毕奥南（2005年），第108页
125. ↑  明史 1974，卷一百三十六·列传第二十四·李原名传，第3938页："二十年使平缅归，言：“思伦发怀诈窥伺，宜严边备。靖江王以大理印行令旨，非法，为远人所轻。”"
126. ↑  陆韧（2005年），第71页
127. 1 2  明太祖实录 1968，一八二卷·洪武二十年六月庚子条，第2747-2748页："遣通政使司经历杨大用往云南练兵时百夷屡为边患 上欲发兵平之先已敕西平侯沐英指挥储杰等为筹边计至是复遣大用往练兵大用至沅江等府其土官请以兵五万听调"
128. ↑  明太祖实录 1968，一八八卷·洪武二十一年正月辛巳条，第2812-2813页："百夷思伦发诱群蛮入寇马龙他郎甸之摩沙勒寨西平侯沐英遣都督甯正击破之斩首一千五百馀级"
129. 1 2 3  南夷书 2001，第63頁，王叔武笺注
130. 1 2  明太祖实录 1968，一八九卷·洪武二十一年三月甲辰条，第2858-2859页："西平侯沐英讨百夷思伦发平之时思伦发悉举其众号三十万象百馀只复寇定边欲报摩沙勒之役势甚猖獗新附蛮夷阴相连结咸蓄异心西平侯沐英知夷人反侧乃谓众曰百夷愤摩沙勒之败乃敢大举入寇夫兵愤者必败若等但戮力歼之必矣乃选骁骑三万昼夜兼行凡十五日抵贼营与之对垒"
131. 1 2 3  明太祖实录 1968，一八九卷·洪武二十一年三月甲辰条，第2860-2861页："既交群象冲突而前我军击之矢石俱发声震山谷象皆股栗而奔指挥张因千户张荣祖率骑士乘胜追奔直捣其栅寨破之遂纵火焚其寨烟焰涨天还复以兵邀击之杀伤甚众贼党有昔剌者最号骁勇复率众死战英乘高望见我军左队小却即传令驰斩队将队将惧奋呼突阵众随之无不一当百贼众大败斩首三万馀级俘万馀人象死者过半生获三十有七馀贼皆溃我师追袭之贼连日不得食死者相枕藉思伦发遁去"
132. ↑  云南机务钞黄 1998，第566页："右军都督府为剿捕思伦发事：洪武二十一年四月十一日，本府佥都督张铨等官于大庖西钦奉圣旨：“……近捷书来奏，以为边将所败，杀获人众数千，象四十余只，遗类遁归；然所发二十万众已在中途，不可止遏，必欲问罪于彼。尔右军都督府行下沿边车里军民宣慰使司、顺宁府、元江府等处土官知道：教车里整饬兵、象，其余土官各备兵甲，听候大军会合剿捕。"
133. ↑  云南机务钞黄 1998，第567页："洪武二十一年五月十三日，沐都督到，传奉旨意各项事件：……设若百夷有人出来说话求免时，问他索取后项物件：金齿损了的官军，将出一万五千马来，才赔偿这些人；景东节次损了出哨官军，将出五百象来赔偿，更出屯牛三万头、清腿象(如)[奴]三百个，方才罢征。"
134. ↑  何耀华，申旭 & 夏光辅（2011年），第126页
135. ↑  云南机务钞黄 1998，第565-566页："该洪武二十一年二月初十日，本府佥都督王诚等，宜于奉天门早朝，钦奉圣旨：“右军差舍人前去播州、水西、乌蒙、沾益、寻甸、建昌、武定、马湖各土官处，说知禄肇不肯当差，芒部、东川与白夷私通，已差、阿奴、亦结暗地往来，要与我每厮杀，不想东川、芒部这等心歹。为这般，且不与白夷厮杀，先与东川、芒部讨得分晓了，方过去……我则这般要与白夷厮杀，无粮难去……东川、芒部纳与他人粮，象粮马草料，与我每战，俺的差发不当，白夷差发却当。"
136. ↑  毕奥南（2005年），第109页
137. 1 2  明太祖实录 1968，一九八卷·洪武二十二年十一月乙亥条，第2673页："命通政使司经历杨大用使百夷初百夷思伦发寇摩沙勒及定边西平侯沐英率兵讨之思伦发凡再拒战皆败乃遣其把事招纲等至云南言往者叛逆之谋实非己出由其下刀厮郎刀厮养所为乞贷其罪愿输贡赋云南守臣以闻……大用既至麓州思伦发听命遂以象马白金方物入贡谢罪大用复令思伦发追获云南逃去叛贼自久等二人把事刀厮郎等一百三十七人百夷遂平"
138. ↑  尤中（1987b年），第59页
139. ↑  毕奥南（2005年），第110页
140. ↑  明太祖实录 1968，二一〇卷·洪武二十四年七月辛丑条，第3129页："上谕兵部试尚书茹瑺曰闻八百与百夷搆兵相讎杀无寧歲朕念八百宣慰远在万里外能修職奉贡深见至诚今与百夷搆兵当有以䖏之可谕意八百练兵固守禦侯王师进讨"
141. 1 2  明太祖实录 1968，二四二卷·洪武二十八年闰九月己未条，第3524页："缅国王卜剌浪遣使桑乞剌查贡方物因言百夷思伦发屡出兵侵夺其境土之故"
142. ↑  明太祖实录 1968，二四四卷·洪武二十九年二月庚寅条，第3540-3541页："遣行人李思聪钱古训使缅国及百夷……诏缅国王曰……朕之旨意恨不一言而止使彼此各罢兵守乐黎民于市野……诏思伦发曰……敢有凭弱犯寡者则天子发兵以眚之贼贤害民者亦发兵以伐之暴内凌外则兴师以坛之野荒民散则用兵以削之负固不服则举兵以侵之贼杀其亲则正其罪以杀之放弑其君则明其罪以诛之犯令凌政则杜而绝之内外乱鸟兽行则殄灭之此九伐之法也"
143. ↑  明太祖实录 1968，二四四卷·洪武二十九年二月庚寅条，第3543页："思伦发闻诏恐惧俯伏谢罪愿罢兵"
144. 1 2  明太祖实录 1968，二五五卷·洪武三十年九月戊辰条，第3679-3680页："麓川平缅宣慰使司刀干孟叛逐其宣慰使思伦发……刀干孟恶之遂与其属叛率兵寇腾冲府思伦发畏其势盛率其家走云南西平侯沐春遣送京师"
145. 1 2  南夷书 2001，第67頁："复徵木邦酋长刀干孟，不赴，起兵伐之，败绩。刀干孟遂连结各处以叛，攻宣慰司，拔之。思伦法走金齿，限潞江不得渡，棲于高良工山。"
146. ↑  明太祖实录 1968，二五五卷·洪武三十年十二月乙巳条，第3691-3692页："遣思伦发还云南敕谕之曰……已遣将问罪刀干孟故命尔还旧邦赐黄金百两白金百五十两钞五百锭以遣之又敕西平侯沐春曰思伦发穷而归我当以兵送还其土……"
147. ↑  南夷书 2001，第68頁："四月，我师至金齿，欲遥为声援，待追内地兵至，至冬大举。虎都沙告急，日再至。西平侯曰：“夷人恃炎瘴，度汉兵不能救，故并力攻之。若潜师远袭，出其不意，亦一奇也。”乃命何福、瞿能率兵赴之。至腾冲，召虎都沙议计。沙曰：“夷兵在南甸者及五万，迫芒干而营者，皆悉刺也，其酋长刀名孟殿其尾。若分兵牵制芒干悉刺，使不得归援，直以精兵击其尾，则刀名孟可禽。其众不战而自溃矣。”夜四鼓，军土蓐食。昧爽，薄其营。夷人诛茆以茇，我兵纵火焚之，夷兵溃，追及刀名孟，斩之。"
148. 1 2 3  明太祖实录 1968，二五七卷·洪武三十一年五月丁未条，第3713-3714页："西平侯沐春进兵击平缅先以兵送思伦发于金齿使人谕刀干孟不从乃遣左军都督何福瞿能等将兵五千往讨之福等逾高良公山直捣南甸大破之杀其酋刀名孟斩获甚众回兵击景罕寨寨乘高据险坚守不下官军粮械俱尽贼势益盛福使告急于春春率五百骑往救之乘夜至怒江诘旦径度令骑驰躏寨下扬尘以惊之贼乘高望见尘起蔽天不意大军卒至惊惧遂率众降春乘胜复击崆峒寨贼夜溃走刀干孟乃遣人乞降事闻朝廷以其诞诈复授春征虏前将军令俟变以讨之春后病卒刀干孟竟不降乃命都督何福往讨擒刀干孟以归思伦发思得还平缅逾年卒"
149. ↑  南夷书 2001，第68-69頁："秋，以西平侯春为征虏前将军，都督福副之，讨木邦叛酋刀干孟。命下，西平侯卒。何福以兵进，与刀干孟战于麓川，禽之。"
150. ↑  李正亭（2008年），第125页
151. 1 2 3 4 5 6  明太宗实录 1968，十五卷·洪武三十五年十二月丙辰条，第271页："设云南孟养木邦孟定三府威远镇沅二州以土官头目刀木旦为孟养知府罕的法为木邦知府刀浑立为孟定知府刀算党为威远知州千夫长刀平为镇沅知州"
152. 1 2 3 4 5  明太宗实录 1968，十六卷·永乐元年正月乙未条，第295页："设者乐甸大侯干崖湾甸潞江五长官司隶云南都司时西平侯沐晟言其地旧属麓川平缅而地广人稠宜设长官司治之故有是命"
153. ↑  明太宗实录 1968，五三卷·永乐四年四月戊寅条，第793页："设孟琏长官司时孟琏头目刀派送遣子坏罕未言孟琏旧属麓川平面宣慰司后隶孟府定而孟定知府刀府扛亦故平缅头目素与同侪难隶管属乞改隶遂设长官司隶云南都司命刀派送为长官赐冠带印章"
154. 1 2  明太宗实录 1968，七八卷·永乐六年四月癸未条，第1053页："设促瓦散金二长官司隶云南都司初其地俱隶麓川平缅宣慰司至是土酋注甸八等来朝请别设长官司从之命注甸八等为长官各给印章"
155. ↑  明太宗实录 1968，八一卷·永乐六年七月丙辰条，第1089页："设里麻长官司隶云南都司以刀思放为长官时思放为里麻招刚招刚者故西南夷官名思放籍其所治之地来朝请授职事统治其民遂有是命仍赐印章冠带"
156. ↑  明太宗实录 1968，九四卷·永乐七年七月戊子条，第1248-1249页："设镇康州隶云南布政司命湾甸州土官曩光为知州赐印章敕符金牌冠带今织文绮袭衣初镇康之地隶湾甸曩光言其地广人繁请增设治所故有是命并置流官同知吏目各一员"
157. ↑  明太宗实录 1968，一四七卷·永乐十二年正月己亥条，第1729页："设云南南甸州隶布政司"
158. ↑  G. P. Wade（1994年），第220页
159. 1 2  明太宗实录 1968，五五卷·永乐四年六月壬午条，第818页："大古剌等处土酋泼的那浪所遣使臣选马撒等言其邻境有七曰大古剌小古剌底马撒茶山底板孟伦八家塔皆在西南极边自昔不通中国今天朝遣官宣布恩命人民皆愿内属乞设官统理仍招谕旁近未附之从之以大古剌底马撒二处地广各置宣慰使司小古剌茶山底板孟伦八家塔各置长官司以泼的那浪为大古剌宣慰使腊罔帕为底马撒宣慰使拜张早张看伽立昧刀罕替刀轻罕为小古剌等长官使长官"
160. 1 2  刀保尧（2005年），第134页
161. ↑  明史 1974，卷三百十四·云南土司传二·麓川平缅条，第8116页："时伦发已死，子行发袭。"
162. 1 2  明史 1974，卷三百十四·云南土司传二·麓川平缅条，第8114页："时麓川平缅宣慰使思行发所遣头目刀门赖诉孟养、木邦数侵其地。"
163. ↑  万揆一（1985年），第69页
164. ↑  明史 1974，卷三百十四·云南土司传二·麓川平缅条，第8114页："十一年，行发请以其弟思任发代职，从之。"
165. ↑  百川（1986年），第57页
166. ↑  刀保尧（2005年），第135页
167. ↑  明宣宗实录 1968，四二卷·宣德三年闰四月乙酉条，第1025页："云南总兵官太傅黔国公沐晟奏麓川宣慰使思任发侵夺南甸腾冲等处地方请发云南贵州四川官军五万人及各处土兵讨之"
168. ↑  明宣宗实录 1968，四二卷·宣德三年闰四月庚子条，第1033页："云南总兵官黔国公沐晟言麓川宣慰思任发侵夺南甸路江等处村寨议调军剿捕"
169. ↑  明史 1974，卷三百十四·云南土司传二·麓川平缅条，第8115页："敕任发保境安民，不得侵邻疆，陷恶逆，以滋罪咎。晟以任发侵夺南甸、腾冲之罪不可宥，请发官军五万及诸土兵讨之。帝以交址、四川方用兵，民劳未息，宜再行招谕。不得已，其调云南土官军及木邦宣慰诸蛮兵剿之。"
170. 1 2  明史 1974，卷三百十五·云南土司传三·孟养条，第8151页："宣德五年，刀玉宾奏：“伯父刀木旦被杀，蒙朝廷遣官访玉宾，授同知，又阻于缅难，寄居金齿者二十余年。今孟养地又为麓川宣慰思任发所据，乞遣兵送归本土。”"
171. ↑  刀保尧（2005年），第136页
172. ↑  明史 1974，卷三百十四·云南土司传二·麓川平缅条，第8116页："次子任发袭为麓川宣慰，狡狯愈于父兄，差发金银，不以时纳，朝廷稍优容之。会缅甸之危，任发侵有其地，遂欲尽复其故地，称兵扰边，侵孟定府及湾甸等州，杀掠人民。"
173. 1 2  明英宗实录 1968，二四卷·正统元年十一月甲辰条，第477页："至是云南总兵官黔国公沐晟奏思任发侵占孟定府及湾甸等州杀掠人民焚毁甸寨事下行在兵部请令晟等计议抚捕何者为便从之"
174. ↑  明英宗实录 1968，三五卷·正统二年十月辛未条，第683页："云南南甸州土官知州刀贡罕等奏麓川宣慰思任发侵夺其所辖罗卜思庄等处二百七十八村乞朝廷遣官赍金牌信符谕之俾退还所侵地 上敕云南总兵官黔国公沐晟俾其从宜处置仍具以闻"
175. 1 2  明英宗实录 1968，四三卷·正统三年六月己未条，第832页："云南总兵官黔国公沐晟等奏麓川宣慰思任发累侵南甸干崖腾冲潞江金齿等处"
176. ↑  明英宗实录 1968，四四卷·正统三年七月丁未条，第862页："云南总兵官黔国公沐晟奏麓川贼思任发沿江造船三百艘欲取云龙州等处"
177. ↑  明史 1974，卷三百十四·云南土司传二·麓川平缅条，第8116页："思任发连年累侵孟定、南甸、干崖、腾冲、潞江、金齿等处，自立头目刀珍罕、土官早亨等相助为暴，叛形已著。近又侵及金齿，势甚猖獗。已遣诸卫马步官军至金齿守御，乞调大兵进讨。"
178. ↑  滇云历年传 1992，卷六，第292-293页："时，思任势甚猖獗，欲侵金齿。云南镇守三司奏调川、贵官军，令都督沐昂统往腾冲，相机剿捕。命调四川官军九千、云南官军三万，遣右都督布政署都督佥事张荣等率师讨之。悉听晟、昂节制。"
179. ↑  明史纪事本末 1977，卷三十·麓川之役，第454页："贼将缅简数挑战，政怒，造舟六十艘，欲渡江。晟不可，政不胜愤，夜独率其麾下渡击缅简，走之，破贼栅。……政渡江追至空泥，知晟不力援己，贼伏兵四起，出象阵冲击，乃遣其子瑛还曰：“若急归，吾死分也。”遂策马突阵死，军歼焉。"
180. 1 2  明史 1974，卷三百十四·云南土司传二·麓川平缅条，第8117页："时任发兵愈横，犯景东，剽孟定，杀大侯知州刀奉汉等千余人，破孟赖诸寨，孟琏长官司诸处皆降之。"
181. ↑  明英宗实录 1968，六七卷·正统五年五月丙辰条，第1291页："朕以尔筹之必熟处之必当故命充总兵统众十万冀能成功岂意尔怯懦无为行师失律"
182. ↑  明英宗实录 1968，六七卷·正统五年五月癸丑条，第1288页："先是云南总兵官左都督沐昂副总兵右都督吴亮左参将都督佥事马翔右参将都督佥事张荣太监吴诚吉祥奉诏徵麓川贼思任发至金齿逗遛不进昂等令荣率军先至芒部等处出哨贼窥伺至营荣但令都指挥卢钺与之敌致贼杀败官军荣悉弃符验军器以遁昂等相距甚迩弗为策应"
183. ↑  郑镇峰（1963年），第32页
184. ↑  明史 1974，卷三百十四·云南土司传二·麓川平缅条，第8118页："齐集麓川，守西峨渡，就通木邦信息。百道环攻，复纵火焚其营，贼死不可胜算。任发父子三人并挈其妻孥数人，从间道渡江，奔孟养。"
185. 1 2  S. K. Taw（1899年），第37-38页
186. ↑  明史 1974，卷三百十四·云南土司传二·麓川平缅条，第8118页："未几，任发为缅人擒，缅人挟之求地。"
187. ↑  明史 1974，卷三百十四·云南土司传二·麓川平缅条，第8118页："其子思机发穷困，乞来朝谢罪，先遣其弟招赛入贡，帝命遣还云南安置。"
188. 1 2  明英宗实录 1968，一〇〇卷·正统八年正月庚午条，第2016页："兵部尚书徐晞等言麓川贼思机发今虽遣其弟招赛等朝贡谢罪然又令其党涓孟车等来攻芒市为官军所败从金沙江遁去乍降乍叛谲诈难测宜令锦衣卫收系招赛等以俟其平"
189. 1 2  明英宗实录 1968，九三卷·正统七年六月甲辰条，第1881页："云南总兵官右都督沐昂奏芒市陶孟刀放革遣人来诉与叛寇思任发有雠今思任发已远遁其思机法兄弟三人来居麓川者蓝地方愿擒之以献"
190. ↑  明英宗实录 1968，一〇四卷·正统八年五月己巳条，第2105-2106页："复命定西侯蒋贵充总兵官都督冉保毛福寿充参将兵部尚书靖远伯王骥总督军务调云南湖广四川贵州官军土兵五万听其节制征麓川先是骥奏数遣人往缅甸索贼首思任发不报盖彼以此贼为饵要求土地而贼子思机发复据麓川侵扰臣欲大举前进缘山高路险粮糗有限不能持久况蛮夷谲诈或诱我深入恐为所侮乞敕廷臣会议进止之方章下诸大臣议佥谓军机万变难以遥度请再命贵等往同骥相机筹画庶出万全故有是命"
191. ↑  明史纪事本末 1977，卷三十·麓川之役，第457页："缅人拥众大至，蒋贵率兵蔽江而下，焚其舟数百艘，大战一昼夜，贼溃，思任发复遁去，俘其妻子，班师。"
192. ↑  缅甸始末 1998，第631頁："焚其舟，大战一昼夜，我师败绩。剌扎竟持思任去。"
193. ↑  明英宗实录 1968，一一三卷·正统九年二月丙午条，第2284页："臣等因此直捣贼巢杀败贼众焚其船栅擒思机发妻孥家属并头目从贼九十馀人象十一只惟思任发思机发未获然其亲族离散衣食不给地方悉属他人不投沟壑而亡必遭执缚而献"
194. ↑  明英宗实录 1968，一〇三卷·正统八年四月丁亥条，第2075-2076页："设云南芒市长官司以陶孟刀放革为长官隶金齿军民指挥使司初放革从叛寇思任发至是来降靖远伯王骥请设司授官俾抚安夷民故有是命"
195. 1 2  明英宗实录 1968，一二一卷·正统九年九月己亥条，第2439-2440页："立云南陇川宣抚司以麓川头目恭项为宣抚使时麓川既平恭项请除授官吏总兵官左都督沐昂佥都御史程富等议奏恭项首先归顺屡效劳力乞量授官职于麓川故地开设衙门"
196. ↑  明英宗实录 1968，一三六卷·正统十年十二月丙辰条，第2704-2705页："云南千户王政诛麓川贼思任发于缅甸先是总兵官黔国公沐斌等遣政赍敕币谕赉缅甸宣慰男卜剌浪马哈省以速剌索思任发卜剌浪马哈省以速剌犹豫不即遣适昼晦二日术者曰天兵至矣卜剌浪马哈省以速剌惧于是发思任发及其妻孥部属三十二人付政时思任发不食已数日政虑其即死遂戮于市函首及俘驰献京师"
197. ↑  明史 1974，卷三百十四·云南土司传二·麓川平缅条，第8119页："时思机发窃据孟养，负固不服，自如也。……其子机发屡乞降，遣头目刀孟永等修朝贡，献金银。言蒙朝廷调兵征讨，无地逃死，乞贷余生，词甚哀。"
198. ↑  明史 1974，卷三百十四·云南土司传二·麓川平缅条，第8119页："帝命受其贡，因敕总兵官沐斌及参赞军务侍郎杨宁等，以朝廷既贷思机发以不死，经画善后长策以闻，并赐敕谕思机发。"
199. ↑  明英宗实录 1968，一四三卷·正统十一年七月戊子条，第2832页："敕谕思机发曰……尔即亲带头目人等赴京朝见朕量授尔官职拨与土地人民管属如尔犹豫不遵朕言必命大将统率精兵直压孟养捣尔巢寨"
200. ↑  明英宗实录 1968，一五二卷·正统十二年四月己亥条，第2976页："云南总兵官黔国公沐斌奏臣遣千户明庸招谕贼子思机发思机发以其所遣弟招赛及男哀准不回心怀疑惧终不肯出"
201. ↑  明史 1974，卷三百十四·云南土司传二·麓川平缅条，第8119页："近缅甸以机发掠其牛马、金银，欲进兵攻取。"
202. ↑  明史 1974，卷一百七十一·列传第五十九·王骥传，第4557页："谕孟养执之以献，亦不听命。于是振怒，欲尽灭其种类。"
203. ↑  明史纪事本末 1977，卷三十·麓川之役，第458页："复命靖远伯王骥提督军务，都督宫聚为总兵，张𫐄、田礼为左右副总兵，方瑛、张锐为左右参将，率南京、云南、湖广、四川、贵州土汉军十三万讨之。"
204. ↑  明史 1974，卷三百十四·云南土司传二·麓川平缅条，第8120页："贼领众至鬼哭山，筑大寨于两峰上，筑二寨为两翼，又筑七小寨，绵亘百馀里。官军分道并进，皆攻拔之，斩获无算，而思机发、思卜发复奔遁。"
205. ↑  明史 1974，卷三百十四·云南土司传二·麓川平缅条，第8120页："骥还兵，其部众复拥任发少子思禄据孟养地为乱。"
206. 1 2  明史 1974，卷三百十四·云南土司传二·麓川平缅条，第8120页："骥等虑师老，度贼不可灭，乃与思禄约，许土目得部勒诸蛮，居孟养如故，立石金沙江为界，誓曰“石烂江枯，尔乃得渡”。"
207. ↑  明史 1974，卷三百十四·云南土司传二·麓川平缅条，第8120页："思禄亦惧，听命，乃班师。"
208. ↑  明史 1974，卷三百十五·云南土司传三·孟养条，第8152页："及兵出穷征，机发卒遁去，不可得。于是乃以孟养地给缅甸宣慰马哈省管治，命捕思机发。时正统十四年也。"
209. ↑  明史 1974，卷三百十四·云南土司传二·麓川平缅条，第8120页："景泰元年，云南总兵官沐璘奏：“缅甸宣慰已擒获思机发，又将思卜发放归孟养，恐缅人复挟为奇货，不若缓之，听其自献便。”"
210. ↑  尤中（1987a年），第129页
211. ↑  明史 1974，卷三百十五·云南土司传三·孟养条，第8152页："景泰二年，任发之子思卜发遣使来贡，求管孟养旧地。廷臣议，孟养地已与缅甸，岂可移易。时朝命虽不许，然卜发已潜据之，即缅甸不能夺也。"
212. ↑  明史 1974，卷三百十四·云南土司传二·麓川平缅条，第8120页："五年，缅人索旧地，左参将胡志等谕以银戛等处地方与之，乃送思机发及其妻孥六人至金沙江村，志等槛送京师。南宁伯毛福寿以闻，乃诛思机发于京师。"
213. ↑  明英宗实录 1968，二四二卷·景泰五年六月辛卯条，第5267页："敕缅甸宣慰使卜剌浪马哈省以速剌等近云南总兵等官奏称尔调大军同往剿孟養思卜发此固尔之忠诚但思机发首恶近已擒获其思卜发今复远遁是有悔过之意不必穷讨以示至仁敕至尔等宜益动忠诚戒约部属保守边方毋或妄动包取不靖"
214. ↑  明史 1974，卷三百十四·云南土司传二·麓川平缅条，第8120页："七年，任发子思卜发奏：“臣父兄犯法，时臣幼无知。今不敢如父兄所为，甚畏朝廷法，谨备差发银五百两、象三、马六及方物等，遣使人入贡，惟天皇帝主哀怜。”因赐敕戒谕，并赉思卜发与妻锦币及其使钞币有差。"
215. ↑  明史 1974，卷三百十四·云南土司传二·麓川平缅条，第8121页："成化元年，总兵官沐瓒等以思任发之孙思命发至京师，乃逆贼遗孽，不可留，请发沿海登州卫安置，月给米二石，从之。麓川亡。"
216. ↑  明武宗实录 1964，九卷·正德元年正月甲午条，第276页："云南孟养夷思陆先是奉命归蛮莫贡章地于木邦所司欲给以冠带不受至是遣陶孟卜送入贡觊得宣慰司印兵部会议思陆乃前麓川宣慰司任发之裔其祖以逆诛已分其地为干崖陇川南甸三宣抚司馀孽尽逐之江外矣今欲得印似将觊觎旧物难以轻与……兵部言思陆归地修贡亦既革心今宣慰之欲既难轻许若不少示褒嘉何以慰之今不必别赐之敕惟于例赐敕中累加奖谕以坚其忠顺之念馀悉如前议而行从之"
217. ↑  滇史 1994，十二卷，第339页："丙戌年，孟养思伦法攻夺缅地，破阿瓦城。"
218. ↑  殊域周咨录 2000，九卷·云南百夷篇，第339页："今被贼种思凯挟恨前仇，凋零夷兵象马渡金沙江攻杀缅甸，我宣慰父子奔往缅甸安抚司地方，有安抚思真领众头目护送回还。又被迤西反贼纠同木邦将我宣慰正身杀死，掳其子去为奴，印信敕书红牌金字勘合底簿杀抢一空，等情。"
219. 1 2  明史 1974，卷三百十五·云南土司传三·缅甸条，第8132页："然缅地邻孟养，而孟养以缅先执思任发，故怨缅。嘉靖初，孟养酋思陆子思伦纠木邦及孟密，击破缅，杀宣慰莽纪岁并其妻子，分据其地。缅诉于朝，不报。六年始命永昌知府严时泰、卫指挥王训往勘。思伦夜纵兵鼓噪，焚驿舍，杀赍金牌千户曹义，时泰仓皇遁，乃别立土舍莽卜信守之而去。"
220. ↑  明史 1974，卷三百十五·云南土司传三·孟养条，第8154页："嘉靖七年，总兵官沐绍勋、巡抚欧阳重遣参政王汝舟等遍历诸蛮，谕以祸福。孟养思伦等各愿贡象牙、土锦、金银器，退地赎罪。"
221. ↑  明世宗实录 1965，九三卷·嘉靖七年十月戊辰条，第2165-2167页："初云南缅甸木邦陇川孟密孟养等处土夷忿争讐杀岁久未平各以其情具奏下镇巡等官按问总兵沐绍勋巡抚都御史欧阳重会参政王汝舟知府严时泰等遍历诸夷譬以祸福诸夷皆伏罪退还侵地而木邦宣慰司罕烈孟养贼孽思伦各贡牙象土锦金银器物求赎……上曰……思伦罕烈能畏威效顺俱准赎罪……仍敕戒思伦罕烈令守疆界以图保全不得越境生事自取诛灭"
222. ↑  明史 1974，卷三百十五·云南土司传三·缅甸条，第8132页："值安凤之乱，不暇究其事。"
223. ↑  明史 1974，卷三百十五·云南土司传三·缅甸条，第8133页："莽纪岁有子瑞体，少奔匿洞吾母家，其酋养为己子。"
224. ↑  尤中（1987a年），第133页
225. ↑  琉璃宫史（2011年），第527-528页
226. ↑  琉璃宫史（2011年），第565页
227. ↑  M. H. Aung（1967年），第116页
228. ↑  明史 1974，卷三百十五·云南土司传三·孟养条，第8155页："万历五年，云南巡按陈文燧言，孟养思个与缅世仇，今更归顺于缅。因引弘治朝先臣刘健尝议孟养事状，谓思陆有官犹可制，即无官，其僭自若也，不如因而官之以抗缅。报可。十一年，缅为游击刘𬘩所败，孟养思威亦杀缅使降于𬘩。十三年，陇川平，乃于孟养立长官司。"
229. 1 2  明史 1974，卷三百十五·云南土司传三·孟养条，第8155页："三十二年，缅攻入迤西，轰走死，缅以头目思华守其地。"
230. ↑  百夷传 1980，第36-41頁，江应樑校注
231. ↑  方国瑜（1987年），第863-864页
232. ↑  银云瑞雾的勐果占璧简史（1988年），第44-47页
233. ↑  嘿勐咕勐（1988年），第83页
234. 1 2 3  G. Luce & T. Htway（1976年），第214页
235. ↑  陈孺性（1993年），第25页
236. ↑  陈孺性（1993年），第27页
237. ↑  明史 1974，卷三百十五·云南土司传三·缅甸条，第8131页："未几，以速剌奏求孟养、戛里地，且请大军亟灭思任发之子思机发兄弟，而己出兵为助。帝谕以机发可不战擒，宜即灭贼以求分地，弗为他人得也。"
238. ↑  尤中（1987a年），第128页
239. ↑  马司帛洛（1932年），第167页
240. 1 2 3  孟尊贤（2007年），第1348页
241. ↑  C. Daniels（2018年），第221页
242. 1 2  孟尊贤（2007年），第1349页
243. ↑  喜田幹生（1986年），第118页
244. ↑  方国瑜（2001年），第535-549页
245. ↑  银云瑞雾的勐果占璧简史（1988年），第41页
246. ↑  明英宗实录 1968，一〇八卷·正统八年九月甲子条，第2189页："总督云南军务兵部尚书靖远伯王骥奏臣所遣通事董义自麓川者兰旧寨回"
247. ↑  孟尊贤（2007年），第1457页
248. ↑  孟尊贤（2007年），第945页
249. ↑  银云瑞雾的勐果占璧简史 1988，第42頁，杨永生注释
250. ↑  方国瑜（2001年），第540页
251. ↑  陆惠傣（2012a年），第160页
252. 1 2  方国瑜（2001年），第549页
253. ↑  嘿勐咕勐 1988，第102頁，杨永生注释
254. ↑  明英宗实录 1968，八八卷·正统七年正月己丑条，第1775页："且令军士广积薪草会西风大作随风举火烟焰涨天死者不计其数房舍库藏皆为煨烬"
255. ↑  百夷传 1980，第82頁："所居无城池濠隍，惟编木立寨，贵贱悉构以草楼。"
256. ↑  J. G. Scott（1900年），第195页
257. 1 2 3  陆惠傣（2012b年），第224页
258. ↑  江晓林 & 蔡小晃（2012年），第221页
259. ↑  江应樑（1983年），第254页
260. ↑  朱德普（1994年），第81页
261. ↑  杨常锁（2015年），第146页
262. ↑  江应樑 & 江晓林 2012，第210頁，江晓林按
263. ↑  陈子鸥. . 德宏团结报. 2013-02-04  [2020-06-14]. （原始内容存档于2020-08-21）.
264. ↑  钱景泰（2012年），第211页
265. ↑  张增祺（1999年），第259-260页
266. ↑  刘扬武（1981年），第63页
267. ↑  刀永明 & 刘亚朝（1984年），第61页
268. ↑  百夷传 1980，第67頁，江应樑校注
269. 1 2  孟尊贤（2007年），第339页
270. 1 2 3  百夷传 1980，第68頁："其属则置“叨孟”以总统政事，兼领军民。“昭录”领万余人，“昭纲”领千余人，“昭伯”领百人；领一伍者为“昭哈斯”（按：根据《银云瑞雾的勐果占璧简史》17页注释2，应为“昭斯”），领一什者为“昭准”；皆属于“叨孟”。又有“昭录令”，遇有征调，亦与“叨孟”统军以行。"
271. ↑  C. Daniels（2018年），第231页
272. ↑  尤中（1979年），第410页
273. 1 2 3 4 5  银云瑞雾的勐果占璧简史 1988，第17頁，杨永生注释
274. ↑  百夷传 1980，第68頁："大小各有分地，任其徭赋。"
275. ↑  曹成章（1982年），第233页
276. ↑  银云瑞雾的勐果占璧简史（1988年），第44页
277. ↑  银云瑞雾的勐果占璧简史（1988年），第47页
278. ↑  土官底簿 1935，卷上·镇康州知州条，第77页："大闷法百夷人从麓川宣慰思看法征讨有功充招募名目擬管林马甸寨"
279. ↑  土官底簿 1935，卷上·孟定府知府条，第79页："汉煖麓川百夷人思伦发下招鲁管孟令洪武十五年管木邦"
280. ↑  土官底簿 1935，卷上·威远州知州条，第78页："刀算党孟波人思伦发招鲁洪武三十一年在金齿司归附"
281. ↑  土官底簿 1935，卷上·湾甸州知州条，第76页："刀景发孟定人充孟定招刚思伦发取充湾甸陶孟"
282. ↑  方国瑜（1958年），第64页
283. ↑  明史 1974，卷三百十四·云南土司传二·麓川平缅条，第8118页："搜获原给虎符、金牌、信符、宣慰司印及所掠腾冲千户等印三十二。"
284. 1 2  尤中（1979年），第387页
285. ↑  高立士（1998年），第24页
286. ↑  尤中（1979年），第382、409、480、494页
287. ↑  百夷传 1980，第111頁："地多平川沃土，民一甸率有数十千户，众置贸易所，谓之街子。"
288. ↑  百夷传 1980，第78頁："凡贸易必用银，杂以铜，铸若半卵状，流通商贾间。"
289. ↑  百夷传 1980，第79頁："每年秋季，其主遣亲信部属往各甸，计房屋征金银，谓之取差发。房屋一间，大者征银一两、三两，小者一两而止。"
290. ↑  百夷传 1980，第80頁，江应樑校注
291. 1 2  方铁（1987年），第73-74页
292. ↑  明宣宗实录 1968，三一卷·宣德二年九月丁酉条，第804页："置云南麓川平缅军民宣慰使司大店驿丞一员以土人刀捧怯为之从宣慰使丑暗癸所奏也"
293. ↑  明宣宗实录 1968，一〇六卷·宣德八年十月辛亥条，第2371页："置云南麓川平缅戛赖驿土官驿丞一员"
294. ↑  姜建国（2016年），第90页
295. ↑  姜建国（2016年），第91页
296. ↑  百夷传 1980，第83頁："邮傅一里设一小楼，数人守之，公事虽千里远，报在顷刻。"
297. ↑  百夷传 1980，第105頁："诸夷言语习俗虽异，然由大百夷为君长，故各或效其所为。"
298. ↑  江应樑（1963年），第37页
299. 1 2  尤中（1979年），第409页
300. ↑  百夷传 1980，第79頁，江应樑校注
301. ↑  广母货卯（1990年），第226页
302. ↑  召武定王朝 2014，江晓林序，第7页
303. ↑  张建章（1992年），第116页
304. ↑  百夷传 1980，第98頁："其俗，不祀先，不奉佛，亦无僧道。"
305. ↑  张建章（1992年），第27页
306. ↑  百夷传 1980，第70頁："上下僭奢，虽微职亦系靶花金银带。贵贱皆戴笋箨帽，而饰金宝于顶，如浮图状，悬以金玉，插以珠翠花，被以毛缨，缀以毛羽。贵者衣绮丽。"
307. ↑  百夷传 1980，第70頁："每出入，象马仆从满途。象以银镜数十联缀于羁靮，缘以银钉，鞍上有栏如交椅状，藉以裀褥，上设锦障盖，下悬铜响铃，坐一奴鞍后，执长钩驱止之。"
308. ↑  百夷传 1980，第71頁："遇贵于己者，必让途而往。凡相见必合掌而拜，习胡人之跪。长于己者必拜跪之，言则叩头受之。"
309. ↑  百夷传 1980，第71頁："叨孟以下见其主，则膝行以前，二步一拜，退亦如之。"
310. ↑  百夷传 1980，第71頁："宴会则贵人上坐，其次列坐于下，以逮至贱。先以沽茶及蒌叶、槟榔啖之。"
311. ↑  百夷传 1980，第73頁："次具饭，次进酒馔，俱用冷而无热。"
312. ↑  百夷传 1980，第75頁："酒与食物必祭而后食，食不用筯。"
313. ↑  刘亚朝（2004年），第189-191页
314. ↑  百夷传 1980，第73頁："每客必一仆持水瓶侧跪，俟嗽口盥手而后食。食毕亦如之，而后起。"
315. ↑  百夷传 1980，第75-77頁："酒初行，一人大噪，众皆合之，如此者三，乃举乐。乐有三等：琵琶、胡琴、等笛、响盏之类，效中原音，大百夷乐也。笙阮、排箫、箜篌、琵琶之类，人各拍手歌舞，作缅国之曲，缅乐也。铜饶、铜鼓、响板、大小长皮鼓，以手拊之，与僧道乐颇等者，车里乐也。"
316. ↑  百夷传 1980，第88-90頁："男子衣服多效胡服，或衣宽袖长衫，不识裙袴。其首皆髡，胫皆黥。不髡者杀之，不黥者众叱笑，比之妇人。"
317. ↑  百夷传 1980，第93頁："妇人髻绾于后，不谙脂粉，衣窄袖衫，皂统裙，白裹头，白行缠，跣足。"
318. ↑  百夷传 1980，第95頁："其俗贱妇人，贵男子，耕织徭役担负之类，虽老妇亦不得少休。嫁娶不分宗话，不重处女。"
319. ↑  百夷传 1980，第95頁："年未笄，听与男子私，从至其家，男母为之濯足，留五六昼，遣归母家，方通媒妁，置财礼娶之。"
320. ↑  百夷传 1980，第96頁："酋长妻数十，婢百余，不分妻妾，亦无鮅忌。"
321. ↑  百夷传 1980，第96頁："男女浴于河，虽翁妇叔嫂，相向无耻。"
322. ↑  百夷传 1980，第87頁："〔祁本李著〕器皿丑拙尤甚，无水桶、木甑、水盆之类，惟陶冶之器是用。"
323. ↑  百夷传 1980，第87頁："所用多陶器，惟宣慰用金银玻璃，部酋间用金银酒器。"
324. ↑  百夷传 1980，第97頁："〔祁本李著〕父母亡，不用僧道，祭则用妇人祝于尸前，诸亲戚邻人各持酒物于丧家，聚少年百数人饮酒作乐，歌舞达旦，谓之娱尸。"
325. ↑  百夷传 1980，第97頁："父母亡，用妇祝尸，亲邻咸馈酒肉，聚年少环尸歌舞宴乐，妇人击碓杵，自旦达宵，数日而后葬。其棺若马槽，无盖，置尸于中，抬往葬所，一人执刀持前导。及瘗，其生平所用器物，坏之于侧而去。"
326. ↑  明史 1974，卷三百十四·云南土司传二·麓川平缅条，第8117页："至期，合攻之。贼拒守严，铳弩飞石，交下如雨。次日，乘风焚其栅，火竟夜不息。官军力战，拔上江寨，斩刀放戛父子，擒刀孟项，前后斩馘五万余，以捷闻。"
327. ↑  滇云历年传 1992，卷七，第302页："时，贼列为象阵，众尚十余万。骥等追至，五日未决胜负。负因风纵火，破之。贼势窘迫，投水火及死于锋镝者八万余。"
328. ↑  百夷传 1980，第84頁："无军民之分，聚则为军，散则为民。遇有战斗，每三人或五人出军一名，择其壮者为正军，呼为“锡剌”。锡剌持兵御敌，余人荷所供。"
329. ↑  百夷传 1980，第84頁："故军行五六万，战者不满二万。兵行不整，先后不一。"
330. ↑  百夷传 1980，第86頁："裹革兜，被铜铁甲，用长镖干弩，不习弓矢。"
331. ↑  百夷传 1980，第84頁："多以象为雄势，战则缚身象上。"
332. ↑  明太祖实录 1968，一八九卷·洪武二十一年三月甲辰条，第2859页："英复集将佐告曰定边被围已久今不即破贼若定边失守则贼势益张贼之所恃者象耳略以骑兵与之挑战已不能支吾知其无能为也乃下令军中置火铳神机箭为三行列阵中俟象进则前行铳箭俱发若不退则次行继之又不退则三行继之"
333. ↑  明史 1974，卷三百十四·云南土司传二·麓川平缅条，第8113页："又有金齿戍卒逃入其境，能为火硫、火炮之具，伦发喜其技能，俾系金带，与僧位诸部长上。"
334. ↑  刘亚朝（1983年），第61页
335. ↑  陆韧（2008年），第65页
336. ↑  江应樑（1983年），第245页
337. ↑  江应樑（1983年），第248页
338. ↑  明英宗实录 1968，七二卷·正统五年十月癸未条，第1396页："行在兵部言麓川叛寇思任发致番书于云南总兵官处谓始固潞江安抚司线旧法邀己以报讐其后线旧法乃诬己为入寇致是大军压境不胜恐惧今欲遣使谢罪乞为使人导去并代奏于朝求赐哀怜免加诛戮"
339. ↑  赵毅（1993年），第61页
340. ↑  江应樑（1983年），第233页
341. ↑  明史 1974，卷三百十五·云南土司传三·木邦条，第8145页："五年，总兵官沐昂遣人间道达木邦，得报，知宣慰祖母美罕板、其孙宣慰罕盖法与麓川战于孟定、孟琏地，杀部长二十人，斩首三万余级，获马象器械甚众。"
342. ↑  明英宗实录 1968，八八卷·正统七年正月己丑条，第1775页："元江府同知杜凯等亦报率车里大候夷兵五万招降孟琏长官司亦保等寨攻破乌木弄戛邦等寨斩首二千三百九十馀级"
343. ↑  何平（2004年），第77页
344. ↑  方国瑜（2001年），第535-536页
345. ↑  C. Daniels（2018年），第229页
346. ↑  元史 1976，元史·卷二十六·仁宗本纪，第592页："（延祐六年十一月）木邦路带邦为寇，敕云南省招捕之。"
347. ↑  元史 1976，卷二十七·英宗本纪，第606页："（延祐七年九月）甲辰，云南木邦路土官绐邦子忙兀等入贡，赐币有差。"
348. ↑  银云瑞雾的勐果占璧简史（1988年），第24页
349. 1 2  Ahom-Buranji（1930年），第42-44页
350. ↑  J. N. Phukan（1991年），第890页
351. ↑  Cheitharol Kumbaba（2005年），第29页
352. ↑  G. E. Harvey（1925年），第86页
353. ↑  万历野获编 1998，补遗卷四·土司·缅甸盛衰始末条，第999页："正统三年大征麓川，命土官协剿，至七年任发大败走，过金沙江，缅甸宣慰男卜剌浪马哈省速剌以兵夹攻，任发走入缅，为莽得剌所得，囚之阿瓦城，奏请并其子思机法械送，仍要中国分以麓川故地。云南屡檄往取未发，至十年十二月，以兵临之，以地赂之，始以任发副千户王政杀之，函首入献。寻机法又叛，景泰二年，缅人入麓川，又执思机法以去，至五年三月，献俘于朝，自是麓川与缅世为血仇。"
354. ↑  孟连宣抚史 1986，第41頁，刀永明注释
355. ↑  嘿勐咕勐（1988年），第97页
356. ↑  银云瑞雾的勐果占璧简史（1988年），第5-34页
357. ↑  Hsenwi State Chronicle 1967，1月期第27-31页、2月期第17-19页
358. ↑  嘿勐咕勐（1988年），第88-109页
359. ↑  方国瑜（2001年），第532-541页
360. ↑  百夷传 1980，第55-58頁："思可发死，子昭并发立。八年，传其子台扁。年，台扁从父昭肖发杀之而自立，期年，盗杀昭肖发，众立其弟思瓦发。国朝洪武辛酉，平云南。明年，思瓦发寇金齿。是冬，思瓦发略于者阑、南甸。其属达鲁方等辄立满散之子思仑发，而杀思瓦发于外。"
361. ↑  N. Elias（1876年），第1页
362. ↑  N. Elias（1876年），第26-27页